# 香港動漫電玩節
香港動漫電玩節（英語：Animation-Comic-Game Hong Kong，縮寫：ACGHK）是香港一個集合漫畫、動畫、電玩、玩具、Cosplay的大型展覽，於1999年首次舉辦。現每年於香港會議展覽中心舉行。

## 歷史

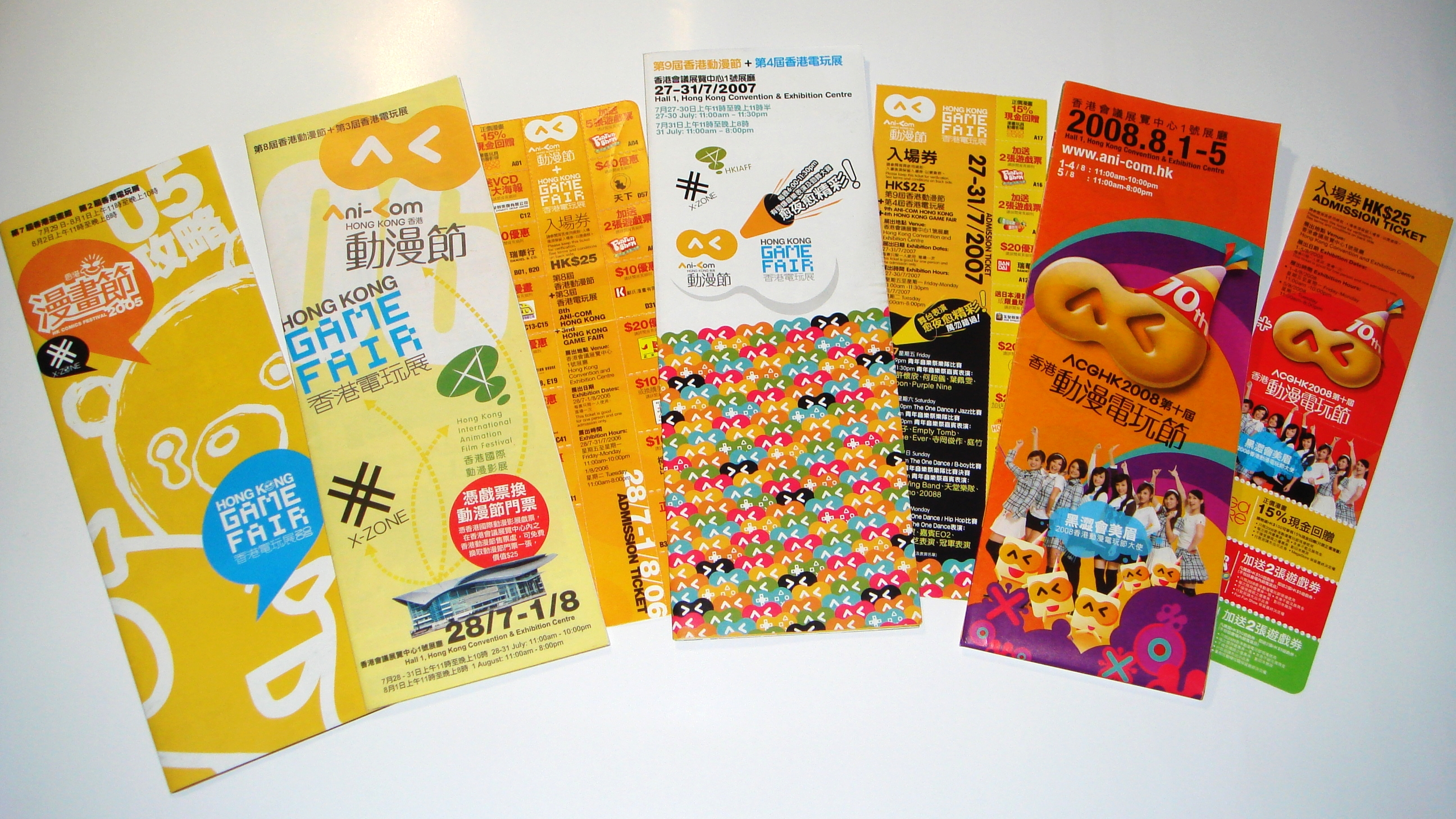
香港動漫電玩節展覽索引（2005-2008）及入場券（2006-2008）

香港動漫節前身為香港漫畫節（Hong Kong Comics Festival），由1999年起開始在每年7月底舉行，在此之前漫畫商只是在香港書展中展覽。漫畫節舉辦初期，主要參展商為漫畫出版社，隨著大會近年在同場舉辦香港電玩展，亦吸引很多電腦遊戲和網上遊戲廠商參展。由於本地漫畫業界發展成熟，漫畫人物近年逐步從書本走進動畫影像世界，故大會由2006年開始，把「漫畫節」易名為「香港動漫節及電玩展」。及至2008年正式結合為「香港動漫電玩節」（ACGHK，即“Animation-Comic-Game Hong Kong”）。

### 「漫畫節」自1999年的發展
1999年以前，漫畫商均會在香港書展展銷，但因為人數眾多，曾發生逼爆玻璃的情況。由於書展主辦單位香港貿易發展局不允許漫畫商展銷兵器以及書展只可以賣一級書，所以自此書展和漫畫節分家。

- 1999年，首屆香港漫畫節於7月14至19日，在九龍灣國際展貿中心中舉行。
- 2000年，由於反應熱烈，主辦單位遂開始把展覽場地改於香港會議展覽中心舉行。當中引入Cyber嘉年華，推介更多數碼產品。
- 2004年，該展覽吸引日本動畫頻道Animax冠名贊助，易名為Animax香港漫畫節2004。
- 2006年起，香港漫畫節正式改名為香港動漫節（Ani-com Hong Kong） ，並與香港電玩展（Hong Kong Game Fair）同時舉行。
- 2008年起，結合為香港動漫電玩節（ACGHK，即 Animation-Comic-Game Hong Kong）。

### 歷屆入場人次
註：粗體為歷屆最高入場人次
| 年份 | 入場人次 | 參考          |
| ---- | -------- | ------------- |
| 1999 | 未有資料 |               |
| 2000 | 未有資料 |               |
| 2001 | 30萬     | [ 3 ]         |
| 2002 | 33萬     | [ 3 ]         |
| 2003 | 32.8萬   | [ 4 ]         |
| 2004 | 38萬     | [ 5 ]         |
| 2005 | 42萬     | [ 6 ]         |
| 2006 | 49萬     | [ 7 ]         |
| 2007 | 56萬     | [ 8 ]         |
| 2008 | 61.8萬   | [ 9 ]         |
| 2009 | 64萬     | [ 10 ]        |
| 2010 | 68萬     | [ 11 ]        |
| 2011 | 69.6萬   | [ 12 ]        |
| 2012 | 70.1萬   | [ 13 ]        |
| 2013 | 72.9萬   | [ 14 ]        |
| 2014 | 75.2萬   | [ 15 ] [ 16 ] |
| 2015 | 73萬     | [ 17 ] [ 18 ] |
| 2016 | 沒有統計 | [ 19 ] [ 20 ] |
| 2017 | 沒有資料 |               |
| 2018 | 沒有公佈 |               |

### 大使
香港動漫電玩節每年舉辦時，均有安排大使為展覽宣傳。擔任大使的藝人如下：
- 香港漫畫節（1999-2005）：
  - 謝霆鋒、葉佩雯、何嘉莉（1999年）
  - 小雪（蔡雪敏）（2000年）
  - 陳冠希（2001年）
  - 梁詠琪（2002年）
  - 麥浚龍（2003年）
  - 女生宿舍（陳美詩、廖雋嘉、梁靖琪、張曼伶）（2004年）
  - 梁洛施（2005年）

- 香港動漫節（2006-2007）：
  - Twins（蔡卓妍，鍾欣桐）（2006年）
  - 鄭融（2007年）

- 香港動漫電玩節（2008- 2014、2016-2018、2021-）：
  - 黑Girl（前稱黑澀會美眉）（2008年）
  - 趙碩之、戴夢夢、陳若嵐（Melody）（2009年）
  - 劉俐、Donut（劉瑋欣Vilian、許麗燕Irene、胡心諾Rainbow、何嘉兒Sweet、曾寶玲ArYu及朱裕琳Caroline）（2010年）
  - 高海寧、王淑玲（2011年）
  - 魏焌皓、張慧雯（2012年）
  - 張景淳、陳華鑫（2013年)[21]
  - 李靜儀、陳芷尤（2014年）
  - 林泳淘、張秀文、陳婉衡（2016年）
  - 林泳淘、王卓淇（2017年）
  - 林泳淘、沈愛琳、李君妍、鄧伊婷、王卓淇、楊嘉欣、尹詩沛、葉蒨文Sophie（2018年）
  - 由於香港修例風波期間，受到「泛民主派支持者抵制無綫電視浪潮」影響，是屆沒有代言人（2019年）
  - 龐景峰（2021年）
  - 由2022年開始，動漫電玩節再次不設代言人

### 選美比賽 (已停辨)
| 年份 | 比賽名稱                          | 冠軍             | 亞軍              | 季軍           | 參考          |
| ---- | --------------------------------- | ---------------- | ----------------- | -------------- | ------------- |
| 2004 | 2004 第一屆 Game Girl大賽         | 林涴媚(Cathleen) | 周秀娜(Chrissie)  | 何卓瑩(Angel)  | [ 5 ]         |
| 2005 | 2005香港電玩展Game Girl大賽       | 陳旻旻(Grace)    | 冼敏婷(Tictac)    | 譚倩華(Flora)  | [ 22 ]        |
| 2006 | Samsung全力支持2006 Game Girl大賽 | 盧頌恩(Grace)    | 鄭雅兒(Aryi)      | 謝曉陽(Milo)   | [ 23 ]        |
| 2007 | Samsung全力支持2007 Game Girl大賽 | 郭燕愉(Kimasa)   | 張美琦(Maggie)    | 盧婉婷(Neko)   | [ 24 ] [ 25 ] |
| 2008 | Samsung全力支持2008 Game Girl大賽 | 王穎雯(Molly)    | 林倩彤(Babillia)  | 張洛蔚(Chinmy) | [ 26 ]        |
| 2009 | ACG Image Girl大賽                | 曹卓榣(Cc)       | 莊茜宜(Stephanie) | 徐碧琪(Pikki)  | [ 27 ]        |
| 2010 | 2010 ACG Girl大賽                 | 梁筱蕾(Lui)      | 黃立意(Gloria)    | 余瑋婷(Rita)   | [ 28 ]        |

### 角色扮演比賽
| 年份 | 冠軍       | 扮演角色                           | 亞軍                   | 扮演角色                      | 季軍          | 扮演角色                             | 參考   |
| ---- | ---------- | ---------------------------------- | ---------------------- | ----------------------------- | ------------- | ------------------------------------ | ------ |
| 1999 | 阿生(化名) | 石黑龍 《龍虎門》                  | 甄詠珊（現改名 甄采浠) | 葦月伊織 《I's》              | Chemain(化名) | 依迪亞 《Final Fantasy》             | [ 29 ] |
| 2002 | 廖婉玲     | 奇曲（Kkkyau） 《Hunter × Hunter》 | 陸浩彬                 | 勇者王 《勇者王》             | 許淳淳        | 無道剎那 《天使禁獵區》              | [ 30 ] |
| 2003 | 陸浩彬     | 高達RX-78 《機動戰士GUNDAM》       | 黃兆倫                 | 呂布 《真三國無雙3》          | 李志豪        | 野狼獸 《數碼暴龍》                  | [ 31 ] |
| 2004 | 黃兆倫     | 冥王哈帝斯 《聖鬥士星矢》          | 許淳淳                 | 小喬 《真三國無雙3》          | 梁嘉傑        | 斯路 《龍珠Z》                       | [ 32 ] |
| 2005 | 黃兆倫     | 愛德華·艾力克 《鋼之鍊金術師》     | 姚國鴻                 | 人馬座艾奧羅斯 《聖鬥士星矢》 | 張永          | 黑武士 《星球大戰》                  | [ 33 ] |
| 2006 | 黃兆倫     | Cloud 《Final Fantasy VII》        | 董煒琳                 | Marlenece 《Monster Farm 5》  | 胡峻源        | 呂布 《真三國無雙4》                 | [ 34 ] |
| 2007 | 區可兒     | 死神雷姆 《死亡筆記》              | 梁嘉傑                 | 傑克船長 《魔盜王》           | 冼嘉欣        | 亞修羅 《聖傳》                      | [ 35 ] |
| 2008 | 黃兆倫     | 銀火龍獵人 《Monster Hunter》      | 梁嘉傑                 | Krauser二世 《》              | 何柳婷        | 千瀨 《最終兵器少女》 (季軍、新秀獎) | [ 26 ] |

| 年份 | 全場總冠軍    | 扮演角色                                                                       | 新秀獎          | 扮演角色                                  | 參考   |
| ---- | ------------- | ------------------------------------------------------------------------------ | --------------- | ----------------------------------------- | ------ |
| 2009 | 區可兒        | 趙雲 《真三國無雙Multi Raid》                                                  | Rhys Berresford | Dio Brando 《JoJo奇妙冒險》               | [ 36 ] |
| 2010 | 梁嘉傑        | 雷電 《Metal Gear Solid: Rising》                                              | 梁浩然          | 呂布 《真三國無雙Multi Raid 2》           | [ 37 ] |
| 2011 | 黃兆倫        | 巴列斯Beleth 《天堂II》                                                        | 文潔余          | 玄野計 《Gantz殺戮都市》                  | [ 38 ] |
| 2012 | 黃兆倫 梁曉雪 | 巴納比·布魯克斯二世《TIGER & BUNNY》 Minerva《Final Fantasy VII: Crisis Core》 | 梁曉雪          | Minerva《Final Fantasy VII: Crisis Core》 | [ 39 ] |

| 年份 | 冠軍                           | 扮演角色                                            | 亞軍                           | 扮演角色                                                 | 季軍                           | 扮演角色                                                     | 參考                           |
| ---- | ------------------------------ | --------------------------------------------------- | ------------------------------ | -------------------------------------------------------- | ------------------------------ | ------------------------------------------------------------ | ------------------------------ |
| 2013 | 黃兆倫 區可兒 組合             | 瑟蒂雅Cydaea 泰瑞爾Tyrael 《暗黑破壞神III》         | 陳浩翔 雷麗卿 組合             | 關羽 關銀屏 《真·三國無雙7》                             | 岑雅清 陳維殷 組合             | 豐收神．神聖瑟雷斯 戰女神．神聖米涅瓦 《Puzzle and Dragons》 | [ 40 ]                         |
| 2014 | 鄭家龍 楊毓晴 組合             | Garland Warrior of Light 《Final Fantasy Dissidia》 | 陳倩萍 黃雪瑩 組合             | 艾倫·耶格 米卡莎·阿卡曼 《進擊的巨人》                   | 馮潔芝 張嘉瑤 組合             | 真田幸村 稻姬 《戰國無雙4》                                  | [ 41 ]                         |
| 2015 | 鄭家龍 楊毓晴 組合             | 蓋倫 希瓦娜 《英雄聯盟》                            | 陸桂芳 姚顥朗 組合             | USJ獵人 轟龍獵人 《Monster Hunter 4G》                   | 許嘉穎 梁曉雪 組合             | 鐵腕特警VI 暴走重炮Jinx 《英雄聯盟》                         | [ 42 ]                         |
| 2016 | 杜嘉慧 卓芷欣 組合             | 闇鴉夜后-勒布朗 破刃英豪-雷玟 《英雄聯盟》          | 廖穎聰 鄭莃紋 組合             | Snow Lightning 《Lightning Returns: Final Fantasy XIII》 | 盧詩韻 李俊駒 組合             | 夏提雅·布拉德弗倫 安茲·烏爾·恭 《OVERLORD不死者之王》        |                                |
| 2017 | 李俊駒 李柱峰 組合             | 太空戰士索拉爾 吞噬神明的艾爾德利奇 《Dark Souls》  | 黃寶儀 盧詩韻 組合             | 荒 姑獲鳥 《陰陽師Onmyoji》                              | 廖穎聰 梁樂婷 組合             | Hi Nu Gundam Wing Zero Custom MS Girl 《機動戰士高達》       |                                |
| 2018 | 賴愷琪 賴愷婷 組合             | 飄渺月 卻塵思 《霹靂布袋戲》                        | 謝潔萾 趙潤泉 組合             | 露娜 鎧 《王者榮耀》                                     | 黄智勤 陳霆峯 組合             | 艾奧里亞 Valkyr Prime 《聖鬥士星矢》&《Warframe》            |                                |
| 2019 | 盧詩韻 李柱峰 組合             | 火箭浣熊 雷神托爾 《MARVEL未來之戰》                | 賴愷琪 賴愷婷 組合             | 丹宮·宮無后 黒罪孔雀·弁襲君 《霹靂布袋戲》               | 傅家欣 鄧詩穎 組合             | 芯蒂雅·巨蟹座守護 炎術士 《風之國度》                        |                                |
| 2020 | 因2019冠狀病毒病香港疫情而取消 | 因2019冠狀病毒病香港疫情而取消                      | 因2019冠狀病毒病香港疫情而取消 | 因2019冠狀病毒病香港疫情而取消                           | 因2019冠狀病毒病香港疫情而取消 | 因2019冠狀病毒病香港疫情而取消                               | 因2019冠狀病毒病香港疫情而取消 |
| 2021 | 璃瓔                           | 楊玉環 《王者榮耀》                                 | 戈戈                           | 剎雅 《英雄聯盟》                                        | 肉包子                         | 馳冥秀姐 《劍俠情緣三》                                      |                                |

| 年份 | 冠軍       | 扮演角色            | 亞軍             | 扮演角色                | 季軍 | 扮演角色              | 人氣王大獎         | 扮演角色                                                              |
| ---- | ---------- | ------------------- | ---------------- | ----------------------- | ---- | --------------------- | ------------------ | --------------------------------------------------------------------- |
| 2022 | Sil        | 灰姑娘 《仙履奇緣》 | 趙潤泉           | 諸葛孔明 《派對咖孔明》 | 璃瓔 | 胡旋貂蟬 《王者榮耀》 | 葉小妍             | 露芝雅 《唱K小魚仙》                                                  |
| 2023 | Hisaki Nyx | 霧子 《鬥陣特攻2》  | 兔年出兔兔的橘橘 | 瑪麗 《Game of Dice》   | 戈戈 | 安妮 《英雄聯盟》     | 霧沙 Beano Da WING | 戰爭惡魔《鏈鋸人》 星野愛《我推的孩子》 假面騎士G3X《幪面超人亞極陀》 |

### 樂隊比賽 (已停辨)
| 年份 | 比賽名稱                    | 冠軍          | 亞軍        | 季軍               | 最佳原創歌曲 | 最佳改編歌曲 | 最佳台風獎    | 參考   |
| ---- | --------------------------- | ------------- | ----------- | ------------------ | ------------ | ------------ | ------------- | ------ |
| 2005 | HeartBeat香港青年音樂祭2005 | Ve-Stand      | GriN        | Prisme'deux        | N/A          | N/A          | N/A           | [ 43 ] |
| 2006 | HeartBeat香港青年音樂祭2006 | Empty Tomb    | Eccentric   | Zip Code           | Empty Tomb   | Metal Wolf   | N/A           | [ 23 ] |
| 2007 | HeartBeat香港青年音樂祭2007 | Darkness Pool | Killer Soap | 不動明王           | N/A          | N/A          | Darkness Pool | [ 44 ] |
| 2008 | HeartBeat香港青年音樂祭2008 | Haze          | Killer Soap | BOMBER             | Killer Soap  | BOMBER       | Haze          | [ 26 ] |
| 2009 | HeartBeat香港青年音樂祭2009 | Castle        | Blaster     | Halcyon            | Castle       | Halcyon      | Carvel        | [ 36 ] |
| 2010 | HeartBeat香港青年音樂祭2010 | Red           | Apache      | Paranoid           | Apache       | Misery       | Misery        |        |
| 2011 | HeartBeat香港青年音樂祭2011 | BOMBER        | Apache      | The Girl Next Door | BOMBER       | Extreme      | BOMBER        | [ 45 ] |

### 跳舞比賽 (已停辨)
| 年份 | 比賽名稱                                        | Jazz冠軍       | Hip Hop冠軍         | B-boy冠軍                | 參考   |
| ---- | ----------------------------------------------- | -------------- | ------------------- | ------------------------ | ------ |
| 2006 | 2006 Watsons Iso-Tone The One Dance Competition | GimmiDance     | Soul Sistaz         | 節拍攻擊                 | [ 46 ] |
| 2007 | 2007 Watsons Iso-Tone The One Dance Competition | FACT           | Speed               | STO                      | [ 47 ] |
| 2008 | The One Dance Competition                       | Sky            | STO                 | Speed the D.O.G.S        | [ 26 ] |
| 2009 | The One Dance Competition                       | Lus't          | Tripline            | G's                      | [ 48 ] |
| 年份 | 比賽名稱                                        | Jazz冠軍       | Hip Hop冠軍         | Free Style冠軍           | 參考   |
| 2010 | 2010 Hong Kong Dance Power Competition          | Sky            | Smooth Boogie       | Since'70s                |        |
| 2011 | 2011 Hong Kong Dance Power Competition          | W.A.T.S        | Oriental Super Nine | Animatrix                | [ 49 ] |
| 2012 | 2012 Hong Kong Dance Power Competition          | Attitude       | The D.O.G.S         | Since'70s                |        |
| 2013 | 2013 Hong Kong Dance Power Competition          | Maria & Marina | King Botics         | Smooth Boogie Double W   | [ 50 ] |
| 2014 | 2014 Hong Kong Dance Power Competition          | D4z            |                     | King Botics              |        |
| 2015 | 2015 Hong Kong Dance Power Competition          | WATS           | Fe-style Ranger     | Crazy Bear & Sexy Rabbit | [ 51 ] |
| 2016 | 2016 Hong Kong Dance Power Competition          |                |                     |                          |        |
| 2017 | 2017 Hong Kong Dance Power Competition          |                |                     |                          |        |

### 香港原創動漫人型設計比賽
| 年份 |        | 冠軍           | 冠軍作品                    | 亞軍           | 亞軍作品                      | 季軍       | 季軍作品                  | 參考   |
| ---- | ------ | -------------- | --------------------------- | -------------- | ----------------------------- | ---------- | ------------------------- | ------ |
| 2010 | 公開組 | 超人Ultraman   | 超級海陸空三通拯救隊        | Aaron LIU      | URV                           | Miloza MA  | Regen-01                  | [ 52 ] |
| 2011 | 公開組 | Tommy CHEUNG   | Mr. Penny                   | LEUNG Ming Kit | 記憶中的魚                    | Aaron LIU  | Robot-RC-2                | [ 53 ] |
| 2012 | 公開組 | 支樸           | 請叫我萊卡                  | Tommy Cheung   | Lady Harmonie                 | 彭怡       | 《石頭戰隊》Stone Ranger  | [ 54 ] |
| 2013 | 公開組 | 吳涌佳         | 21世紀之神跡                | 宋威           | JOURrNEY                      | Miloza Ma  | 夢童兒                    | [ 55 ] |
| 2014 | 公開組 | Au Kay Shun    | 再生職場達人-流動衛生服務員 | Miva Major     | FIGHT LIKE A GIRL-SICA & JANO | 徐仲斌     | 樂土                      | [ 56 ] |
| 2015 | 公開組 | Kwokin Leung   | WORKER LIM                  | 江志強         | 英雄重啟                      | Aaron Liu  | Vanishing Orbit<極樂軌道> | [ 57 ] |
| 2016 | 公開組 | 馬國樑及楊文偉 | 豬朋狗友                    |                |                               |            |                           | [ 58 ] |
| 2017 | 公開組 |                |                             |                |                               |            |                           |        |
| 2018 | 公開組 | Kwokin Leung   | 得得得得！尼瑾              | 張馳           | Crocell                       | lolohoihoi | 合金小英雄                | [ 59 ] |

### 香港原創漫畫新星大賽
| 年份 | 公開組     | 冠軍        | 冠軍作品                         | 亞軍                             | 亞軍作品                        | 季軍                                      | 季軍作品                                                   | 參考   |
| ---- | ---------- | ----------- | -------------------------------- | -------------------------------- | ------------------------------- | ----------------------------------------- | ---------------------------------------------------------- | ------ |
| 2009 | 故事漫畫組 | 鄭兆軒      | 戰爭                             | 周廣明                           | 外星人超力仔                    | 謝偉豪                                    | 冷的心                                                     | [ 60 ] |
| 2010 | 故事漫畫組 | 謝偉豪      | 木頭人                           | 鄭兆軒                           | D.Don                           | 鄭詠欣                                    | 心在哪裡﹖                                                 | [ 61 ] |
| 2011 | 故事漫畫組 | 吳嘉偉      | 哥哥今天走了                     | 陳偉剛                           | 藏龍傳                          | 文嘉宏                                    | 超人懦夫                                                   | [ 62 ] |
| 2012 | 故事漫畫組 | 饒芷芊      | 尖峰時刻                         | 鍾錦榮 李曉佳                    | 白雪公主‧病 報恩                | 王偉剛 蔡詠琳 胡瑋珊                      | 壹玖睦伍 Fairy Story 栗子菇之栗氣飄呀飄                    | [ 63 ] |
| 2013 | 故事漫畫組 | 蔡海鵬      | No Talk                          | 徐天峰 Cheung Yuk Sin            | 物理學謬論 暑假奇妙之旅         | 黃靖東 郭志揚 方梓豪                      | 土.豆君 IN 1 序章 屌絲來了DB逆襲版                         | [ 64 ] |
| 2014 | 故事漫畫組 | 劉貞(南昌)  | 我是你的                         | 廖家樂&楊清宇 (南昌) 陳勁 (廣州) | 葡萄藤上的夢 親愛的，去死吧！   | 柳廣成 (香港) 羅國偉 (香港) 沈曉杰 (杭州) | 消遣品 復仇 食妖                                           | [ 65 ] |
| 2015 | 故事漫畫組 | 何翠瑩      | Yellow                           | Lau Hok Kan                      | Dream Recycle                   | Roy B                                     | 慳時代之慳叔                                               | [ 66 ] |
| 2016 |            |             |                                  |                                  |                                 |                                           |                                                            |        |
| 2017 |            |             |                                  |                                  |                                 |                                           |                                                            |        |
| 2018 | 故事漫畫組 | 黃家怡      | 夢                               | 許嘉雯                           | 我的小小縫紉師                  | Chan Lap Shine                            | Devil Sound                                                | [ 67 ] |
| 年份 | 公開組     | 冠軍        | 冠軍作品                         | 亞軍                             | 亞軍作品                        | 季軍                                      | 季軍作品                                                   | 參考   |
| 2009 | 四格漫畫組 | 鄭思佳      | 心算 太陽眼鏡 隔離               | 翁國智                           | 心理作用 天下無敵 睇醫生        | Travis Chan Cecilia Wong                  | 歷史的傷痕 人造皮 空凳                                     | [ 60 ] |
| 2010 | 四格漫畫組 | 周廣明      | 換到停不了 也是做運動啊 公主..病 | 蕭海安                           | 活該 港童 香港現象              | 李學峰                                    | A級學生 打格仔 疑心                                        | [ 61 ] |
| 2011 | 四格漫畫組 | 謝偉豪      | 妹頭四格                         | 黎國光                           | 香港阿伯                        | 吳翠鳳                                    | 貪食鼠                                                     | [ 62 ] |
| 2012 | 四格漫畫組 | 朱亞威      | 童年之記憶--獻給自己的兒童節禮物 | 吳天納 劉冠瑤                    | 改梁換柱，逃脫之謎，有排爭 橙劇 | 劉可 莫紫麒 麥曉欣                        | 阿德系列漫畫 減壓，吵架，聾媽 笑一個吧！XD                 | [ 63 ] |
| 2013 | 四格漫畫組 | 王宇        | 拒靠網                           | Toony & Will 肖林生              | 我是英雄 越雷越開心             | 茹佩莎 王治 梁倬瑤                        | Cheer Up! 燈泡先生和他的朋友們 笨啦啦                      | [ 64 ] |
| 2014 | 四格漫畫組 | 譚繹 (廣州) | 忍者亂萌                         | 王偉剛 (香港) 謝頌恩 (香港)      | 糖·三藏現代故事 肥皂生活        | 老智民 (廣州) 李堅鋒 (廣州) 黃錦麗 (香港) | 大丈夫/好食得/搭地鐵最FIT 嗨！咔CEN 美美與鮭太郎的日常生活 | [ 65 ] |
| 2015 | 四格漫畫組 |             |                                  |                                  |                                 |                                           |                                                            |        |
| 2016 | 四格漫畫組 |             |                                  |                                  |                                 |                                           |                                                            |        |
| 2017 | 四格漫畫組 |             |                                  |                                  |                                 |                                           |                                                            |        |
| 2018 | 四格漫畫組 | Bobby Tang  | 有字頭                           | Chau Kai Yuen                    | Technology                      | 崔子謙                                    | Animal Kingdom                                             |        |
| 年份 | 公開組     | 冠軍        | 冠軍作品                         | 亞軍                             | 亞軍作品                        | 季軍                                      | 季軍作品                                                   | 參考   |
| 2015 | 繪本漫畫組 | 蘇頌文      | 香港災難                         | 紅牙 羅國偉                      | 紅牙語-圈子篇 鬼者歸也          |                                           |                                                            |        |
| 2018 | 繪本漫畫組 | 崔子謙      | 神之恩物                         | 關偉樂                           | 跳下去的一秒                    | 譚綺瓊                                    | 小泰山．大夢想                                             | [ 67 ] |

## 漫畫節時期

### 2002年香港漫畫節
2002年7月31日至8月4日在香港會展舉行。期間共33萬人次進場。

### 2006年香港動漫節

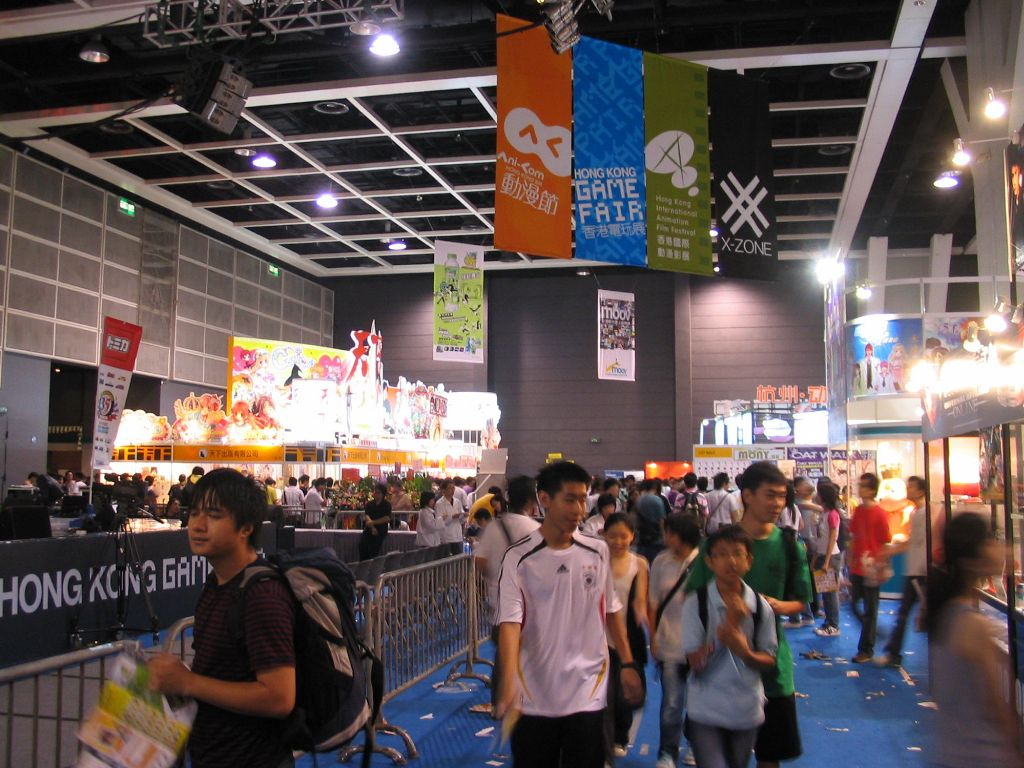
香港動漫節2006舉行情況

2006年7月28日至8月1日一連5天假灣仔會展舉行。該年的場館面積達12萬平方呎，為歷年之冠，展覽攤位約500個，突破去年的紀錄。中國大陸動漫畫界近年急速增長，中華人民共和國國務院在該年4月更頒布「推動中國動漫產業發展意見和通知」，為配合國內業界發展，動漫節新增「中港數碼娛樂陣營」，邀請國內多家漫畫機構及政府部門來港，將中國大陸動漫作品引進本港。本年度的代言人為Twins，參展商開始以性感打扮的少女模特兒作招徠，「動漫Maggie」李曼筠成為全場焦點。
是年展覽主要分為四部份：香港動漫節2006、X-Zone創意地攤、香港電玩展2006和FUN FUN SHOW 2006：
- 香港動漫節2006

主要是一些漫畫公司和相關雜誌社的攤位，主要銷售旗下的漫畫和相關產品。
- X-Zone創意地攤

不同的青少年可以透過在展場擺賣各式各樣的精品和創意產品，發揮青少年無窮無盡的創意。
- 香港電玩展2006

主要是一些網絡遊戲代理商和遊戲生產商的攤位，主要銷售旗下的遊戲和相關產品，同場更舉行打機比賽和遊戲試玩。
- FUN FUN SHOW 2006

主要是一些收費的攤位遊戲。

#### 香港國際動漫影展
於2006年的香港動漫節首次引入的活動，目的為配合大會主題，協助推動動畫發展，帶動公眾對動漫產生更大興趣。於2006年的香港國際動漫影展中所播放的節目包括：

##### 日本
- 幪面超人 THE FIRST
- 蟲師
- 機動戰士Z高達II-戀人們
- 機動戰士Z高達III-星之鼓動就是愛
- 雲之彼端，約定的地方
- 寺井友紀幻遊夏威夷Vol.1
- 阿漬的垃圾堆
- 狼羊物語
- 極速方程式
- 仁太坊津輕三味線始祖外聞
- 哥斯拉x魔斯拉x機械哥斯拉東SOS
- 多拉A夢大電影 - 大雄與機械人王國、大雄與風之使者

##### 日本地區以外的動畫
- 韓國：美麗物語
- 英國：雷鳥拯救隊
- 中國：夢裡人

除此以外，是年亦邀請手塚株式會社董事長松谷孝征先生親臨解說，並播放《森林大帝劇場版 / 小白獅》、《怪醫秦博士 / 怪醫黑傑克》、《森林傳說第一及第四章》、《人魚》、《街角物語》、《Broken Down Film》、《小飛俠阿童木》各輯片頭動畫等實驗動畫。

## 動漫節時期

### 2007年香港動漫節

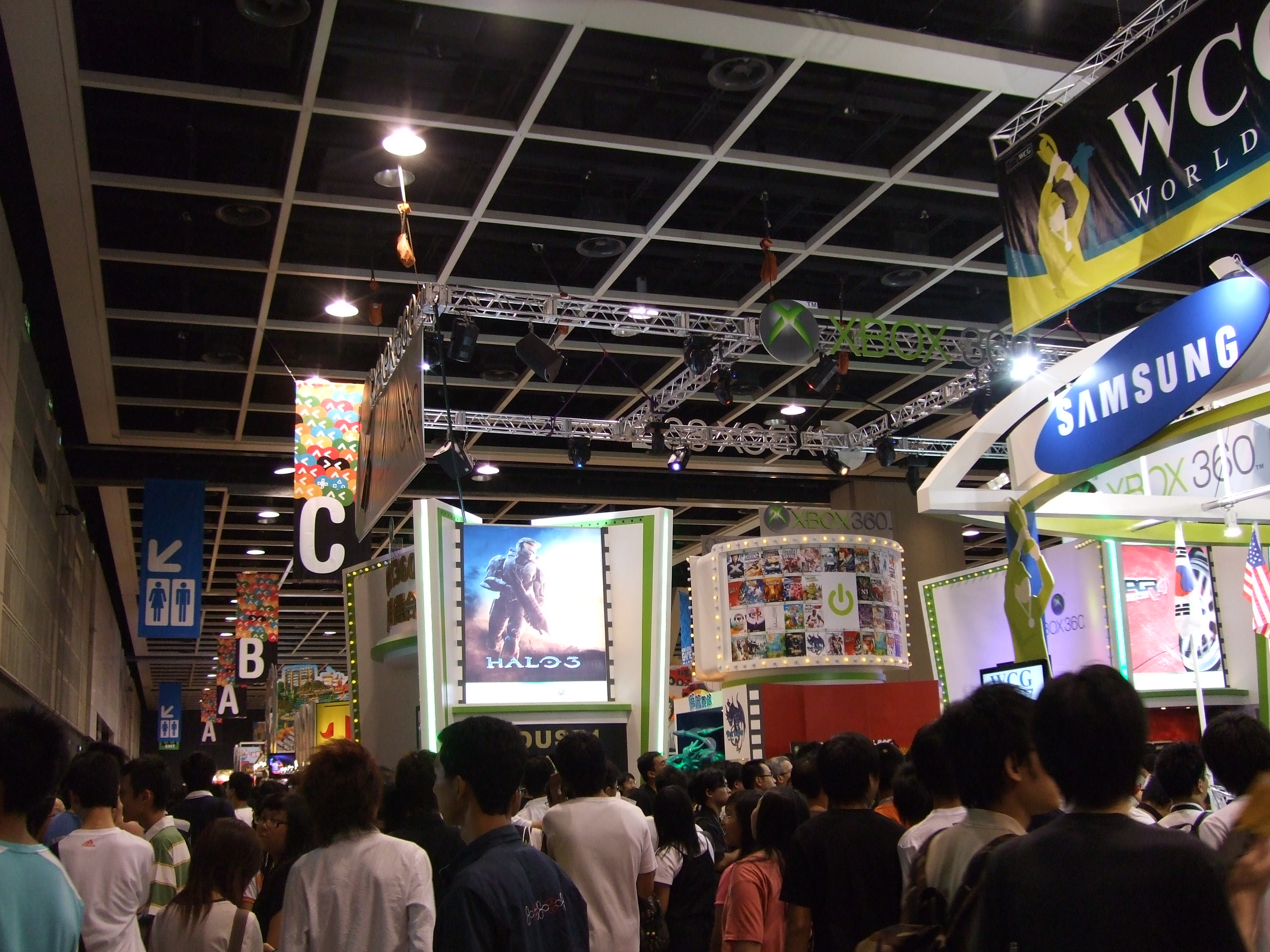
香港動漫節2007舉行情況

香港動漫節2007於2007年7月27日至7月31日假座灣仔香港會議展覽中心1號展廳舉行。入場費為港幣25元，門票於7-Eleven便利店、OK便利店及香港會議展覽中心售票處發售。代言人為鄭融。
該年度的展覽分為四部份，詳情如下：
- 香港動漫節2007

主要是一些漫畫公司和相關雜誌社的攤位，主要銷售旗下的漫畫和相關產品。
- X-Zone創意地攤

不同的青少年可以透過在展場擺賣各式各樣的精品和創意產品，發揮青少年無窮無盡的創意。是年亦與香港經濟日報合辦校園創意老闆仔活動，讓在學的學生設計簡單的商業計劃書，並在特定的地方運行其生意。
- 香港電玩展2007

主要是一些網路遊戲代理商和遊戲生產商的攤位，主要銷售旗下的遊戲和相關產品，同場更舉行打機比賽(WCG2007)和遊戲試玩。
- FUN FUN SHOW 2007

主要是一些收費的攤位遊戲。

#### 香港國際動漫影展2007
該年度的香港國際動漫影展也於2007年7月21日至7月31日期間，於香港百老匯電影中心及MCL康怡影院舉行。本年度播放的電影包括：
- 穿越時空的少女（日本）
- 貓之魔幻森林（日本）
- 極上生徒會（日本）
- 勇者傳說（日本）
- 黑暗文藝復興（法國）
- 獨角獸奇遇（法國）
- 阿阿奇與西西帕克（韓國）
- 野蠻的沼澤陷阱（瑞典）
- 生肖傳奇（新加坡）
- 東海戰（新加坡）

## 動漫電玩節時期

### 2008年
由1999香港漫畫節開始，今屆是第十個年頭。
展期由2008年8月1日至8月5日，五日入場人次達至六十一萬八千。
該屆新環節有李志清畫展，及由歐陽應霽召集中港獨立漫畫家以「Instant Comix 漫漫食」為題的漫畫展覽館。
黑Girl擔任香港動漫電玩節大使。
Heart Beat Band Sound Competition表演嘉賓為SCANDAL及中孝介。
2008動漫Cosplay大賽冠軍黃兆倫，扮演角色：《Monster Hunter》銀火龍獵人。

### 2009年
香港動漫電玩節2009於2009年7月31日至8月4日假座香港會議展覽中心1號展廳舉行。代言人為趙碩之、戴夢夢、陳若嵐。《ACG Image Girl大賽》，由曹卓榣（Cc）奪得冠軍。青年音樂祭表演嘉賓則有中川翔子、下川美娜、Soler、Empty Tomb及Scandal。今屆首設「香港原創漫畫新星大賽」及「香港動漫人型設計觀摩賽」，旨在推動漫畫及人型設計的舒作和交流。
香港原創漫畫新秀大賽冠軍被褫奪資格，首屆「香港原創漫畫新秀大賽」以發掘本地漫畫界明日之星作號召，原冠軍得主余健培作品為「Him & Her」，但動漫節大會經查證後發現，余的參賽作品曾參加中國第二屆金龍獎並得到「故事漫畫入圍獎」，與動漫節大會所訂參賽資格為「作品未經任何形式發表」一條牴觸。大會判定取消余的冠軍資格，改為原來的亞軍鄭兆軒補上冠軍之位。

### 2010年
今屆香港動漫電玩節於2010年7月30日至8月3日假座香港會議展覽中心1號展廳舉行。為香港會議展覽中心中庭擴建後以來的第二屆。
入場費由港幣$25升至$28。11歲以下由家長陪同可免費入場。
代言人為劉俐及Donut (劉瑋欣Vilian、許麗燕Irene、胡心諾Rainbow、何嘉兒Sweet、曾寶玲ArYu及朱裕琳Caroline)，每晚「Heartbeat Guest Performance」音樂表演嘉賓則有:7月30日Puffy、Castle& 風男塾；7月31日Scandal、野仔& Haze；8月1日南賢俊、Popula、Asukat Ito、狄易達、江若琳、溫家恆& Bro 5；8月2日葉世榮、Ever& Kalafina。個別節目頒獎嘉賓分別有黃宗澤及梁榮忠
節目方面包括首屆香港原創動漫人形設計比賽、中港台獨立漫畫家主題展覽「動起來」、動漫Cosplay大賽、2010 ACG Girl大賽及第二屆香港原創漫畫新秀大賽。
今屆香港書展，禁止少女模特兒在場內進行任何寫真集的推廣活動；而香港動漫電玩節聲稱保持開放態度，但在7月27日公告周秀娜及Jessica Cambensy因屬知名人士，在參展攤位進行宣傳活動會引致混亂，有關人士活動範圍限制在大會主舞台。8月1日下午2時30分，周秀娜為了履行代言合約，不惜違反規定出席網上遊戲的宣傳活動，事後大會接受網上遊戲商Gameone的道歉聲明。
今年總共有六十八萬人次進場。

### 2011年
今屆為第十三屆，五天展期由7月29日至8月2日，共有170個參展商及500個攤位。入場費因參展場地租金上漲由港幣$28升至$30，代言人為高海寧及王淑玲。
今屆Heartbeat青年音樂祭召集人葉世榮連同Tokyo Brass Style、風男塾、中島愛、分島花音、ViViD、野仔、EVER、糖兄妹、HAZE及RED進行一連串的表演。
由於歷屆Cosplayer免費入場人數眾多，今年大會要求參加者預先登記，名額為每日八百名。今屆大會參展商特設「女士電玩專區」及「女僕書房」，分別吸引兩性市場。
今年主辦當局執行新措施﹕參展商須繳交今屆新增設的存倉費及違規按金，若聲浪過大或排隊人流不守秩序，參展商將要受罰，違規按金則因應攤位大小收取港幣$7,000或$14,000；存倉費則每一平方收取港幣$900。另外主辦機構每日在開場前一小時(首天更提前一夜)，向排隊的頭600名市民派發「頭位標記」，方便他們購買特別版紀念品，免除爭先恐後、插隊爭購的問題。
今年總共有六十九萬六千人次進場。

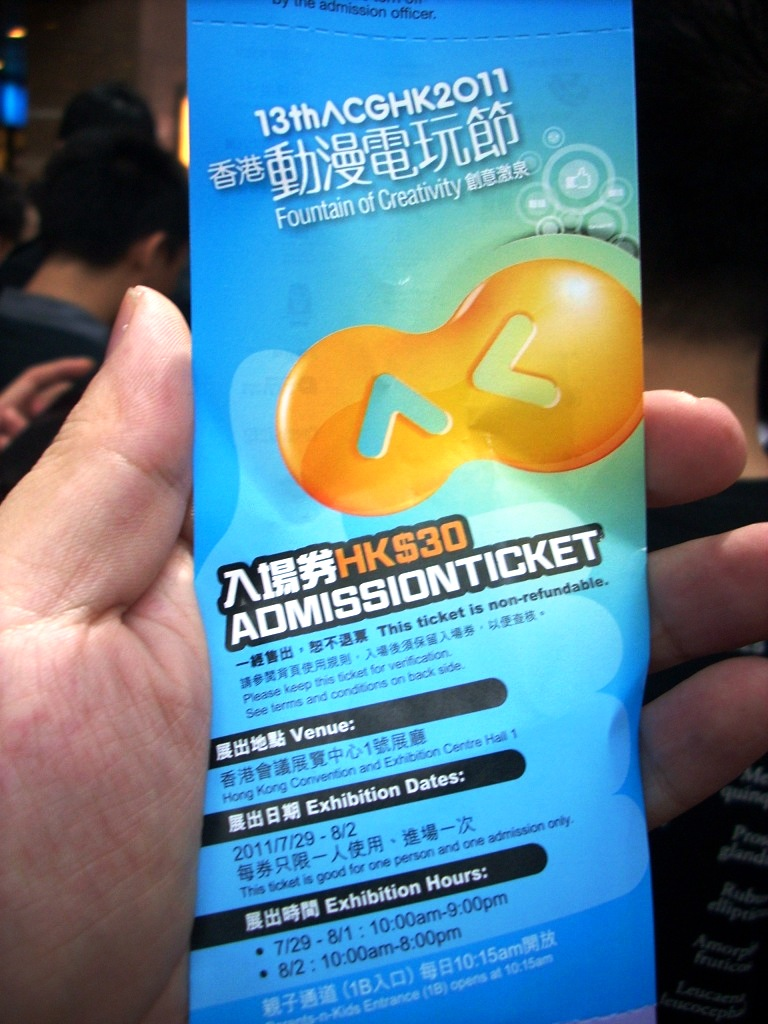
門票
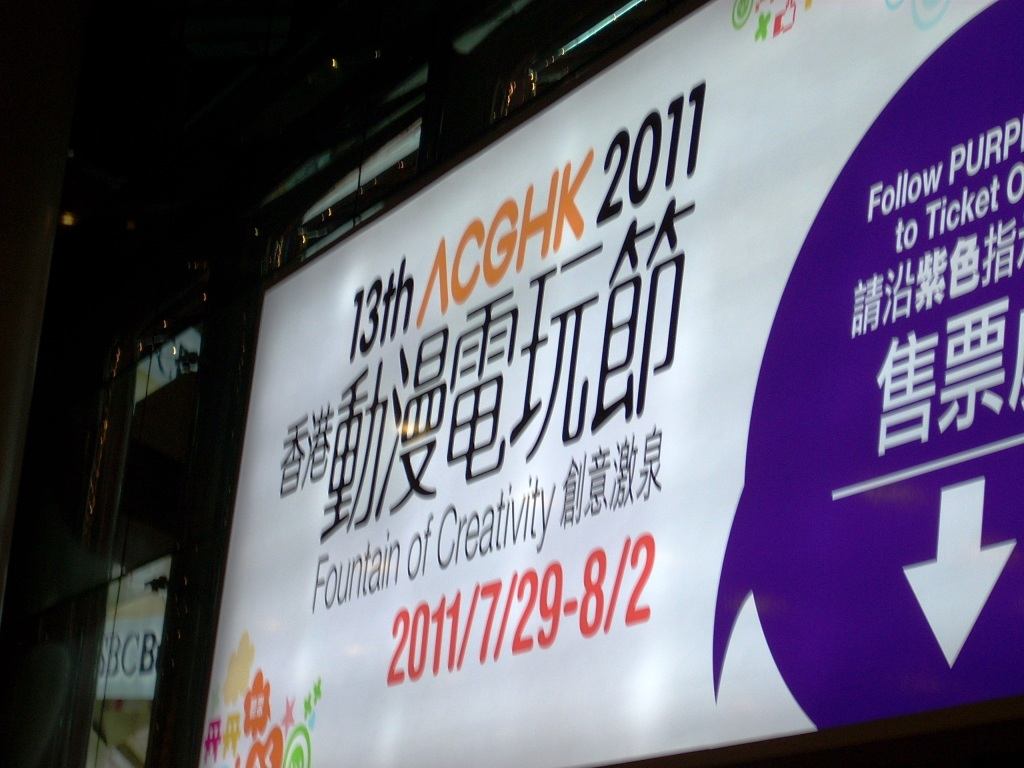
大門入口展示牌
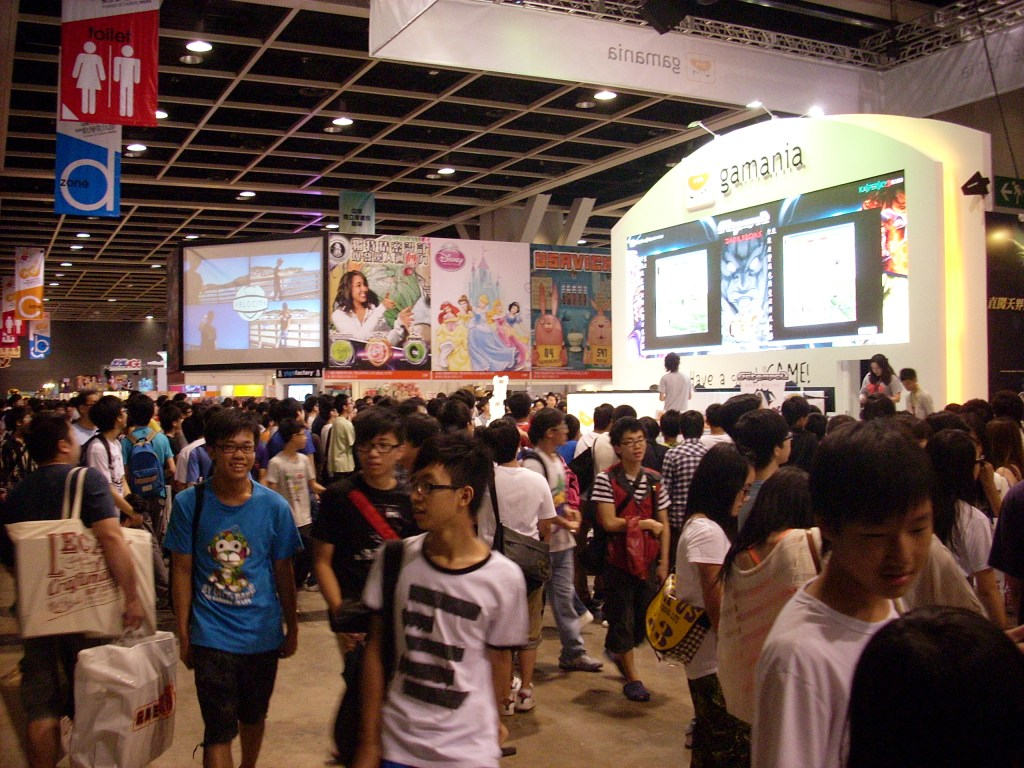
會場一角(E區)
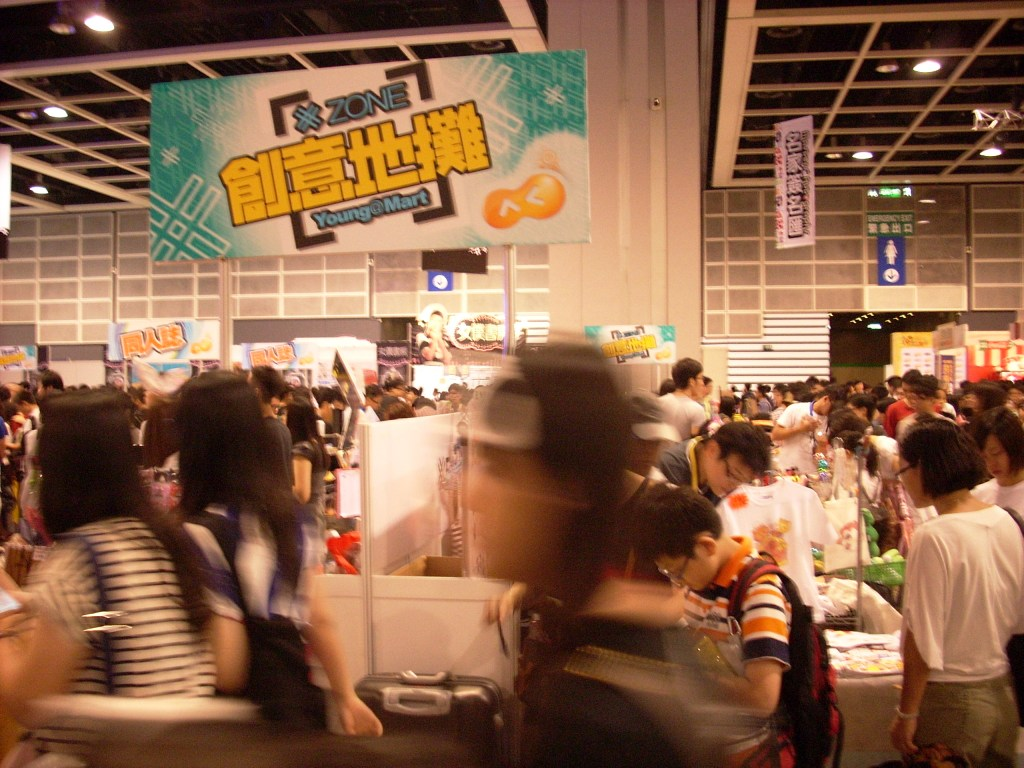
創意地攤
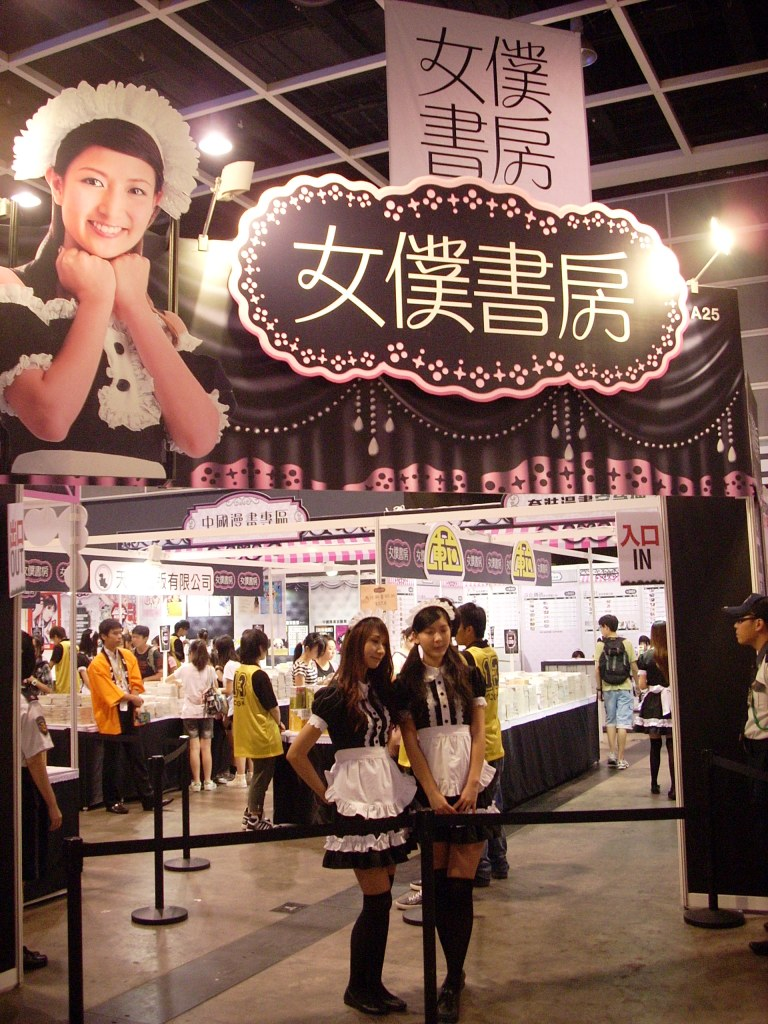
女僕書房
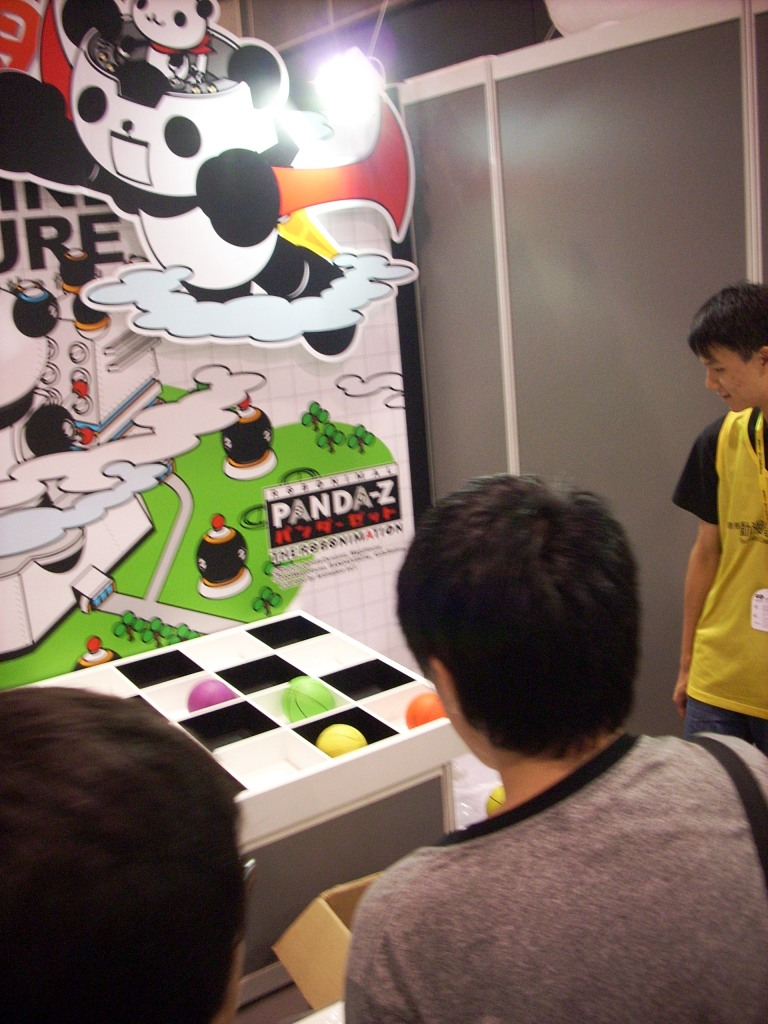
攤位遊戲
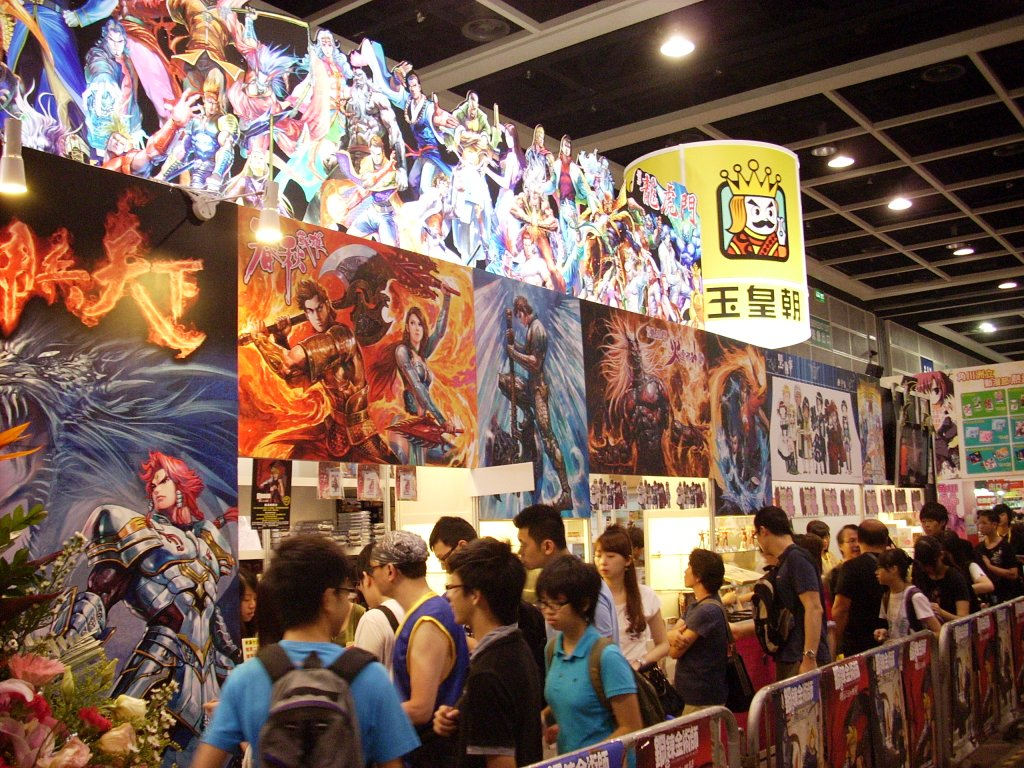
香港漫畫攤位
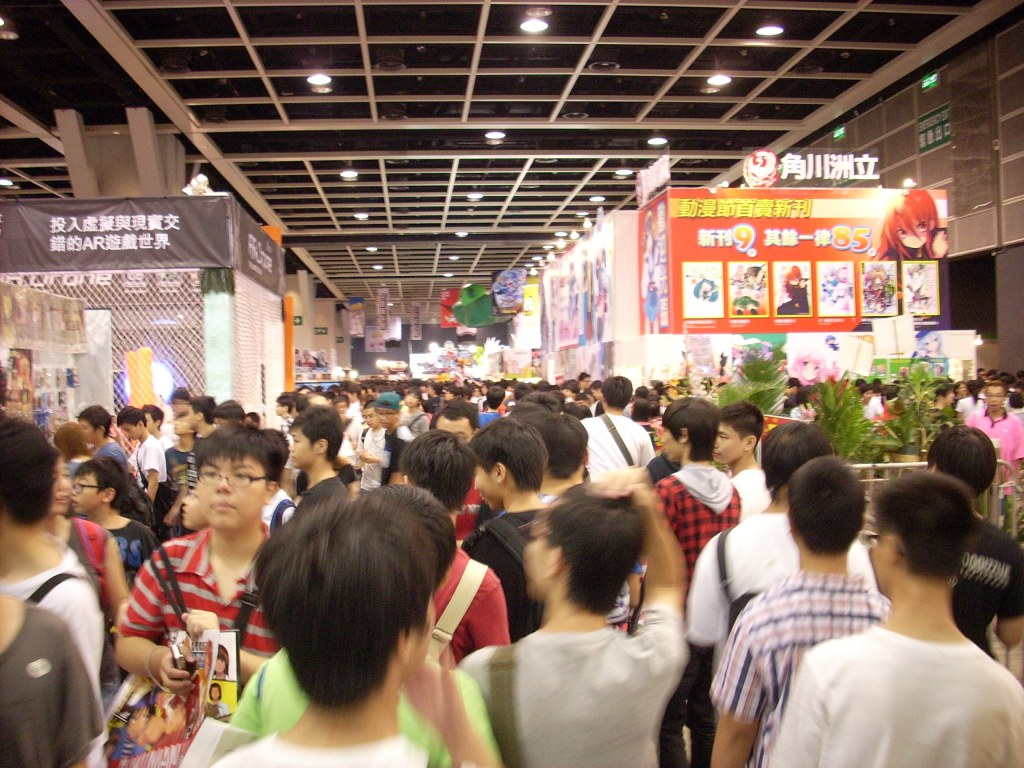
會場一角(會場正中)
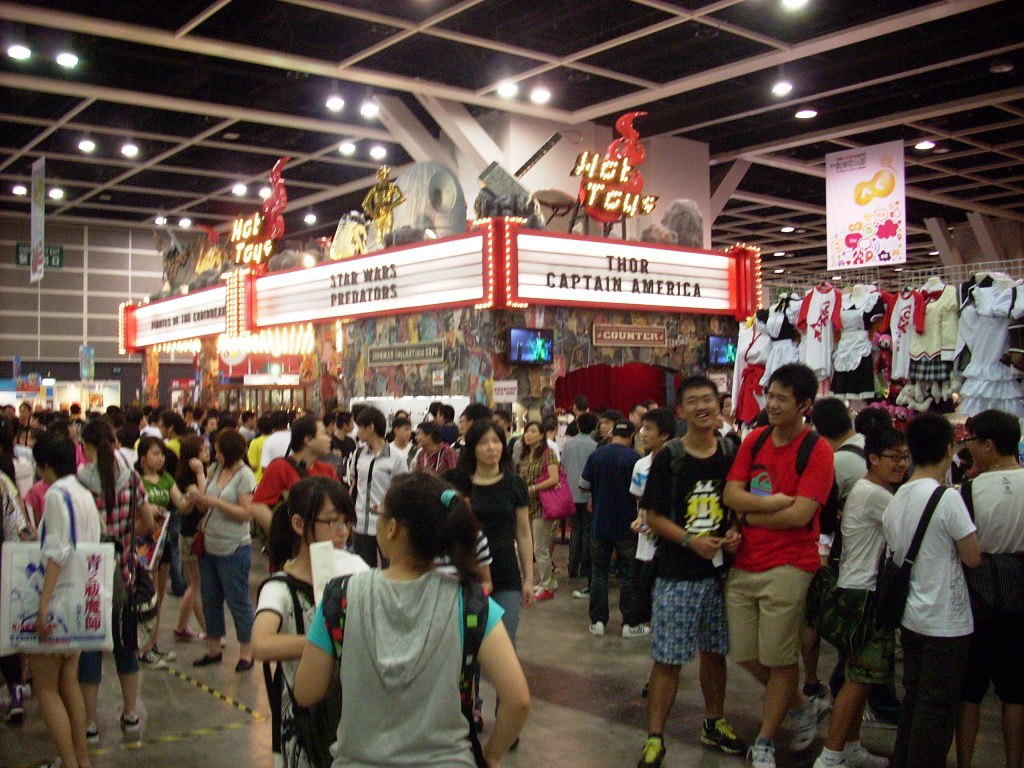
手辦模型攤位
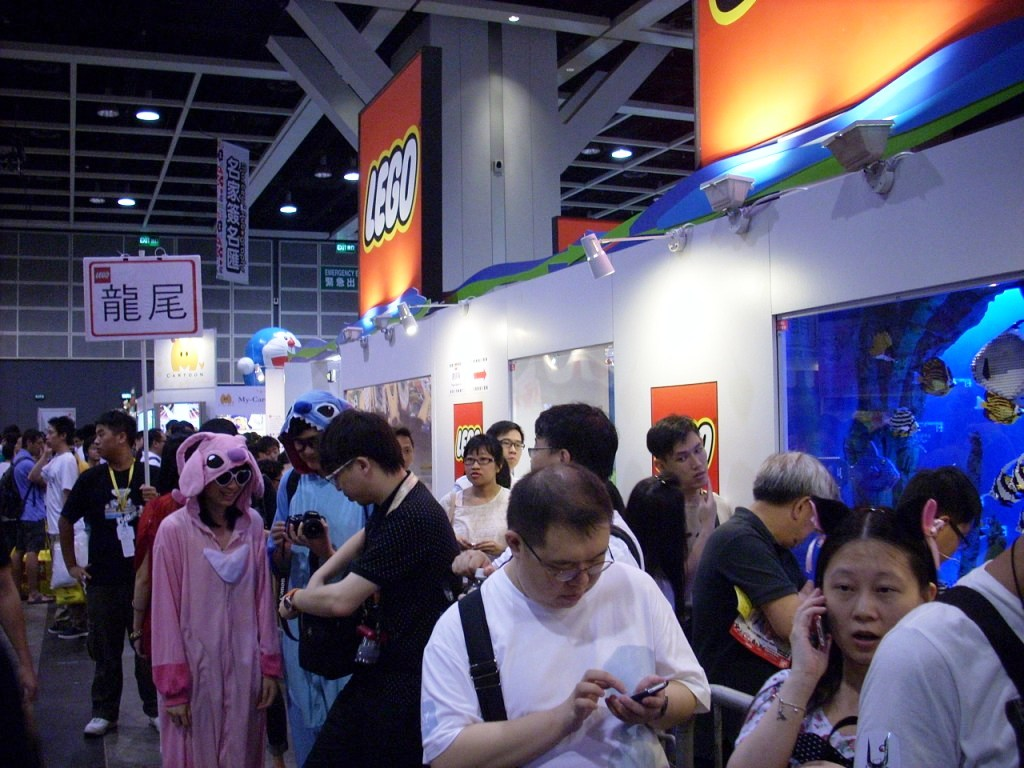
工作人員控制人龍
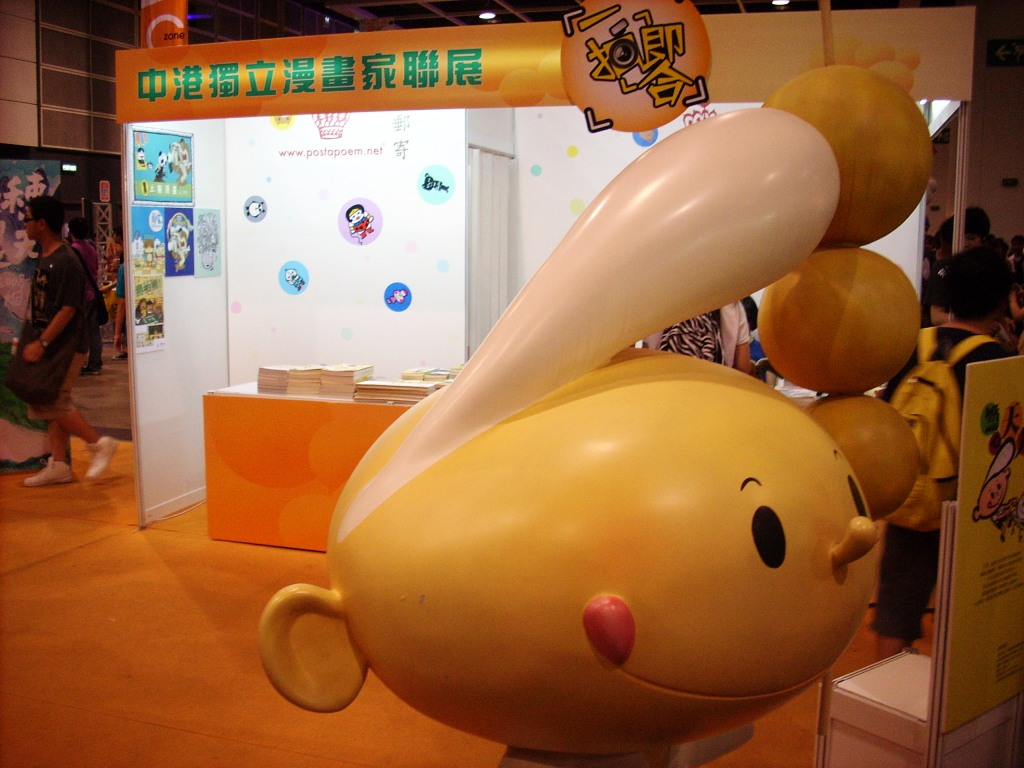
中港漫畫家聯展
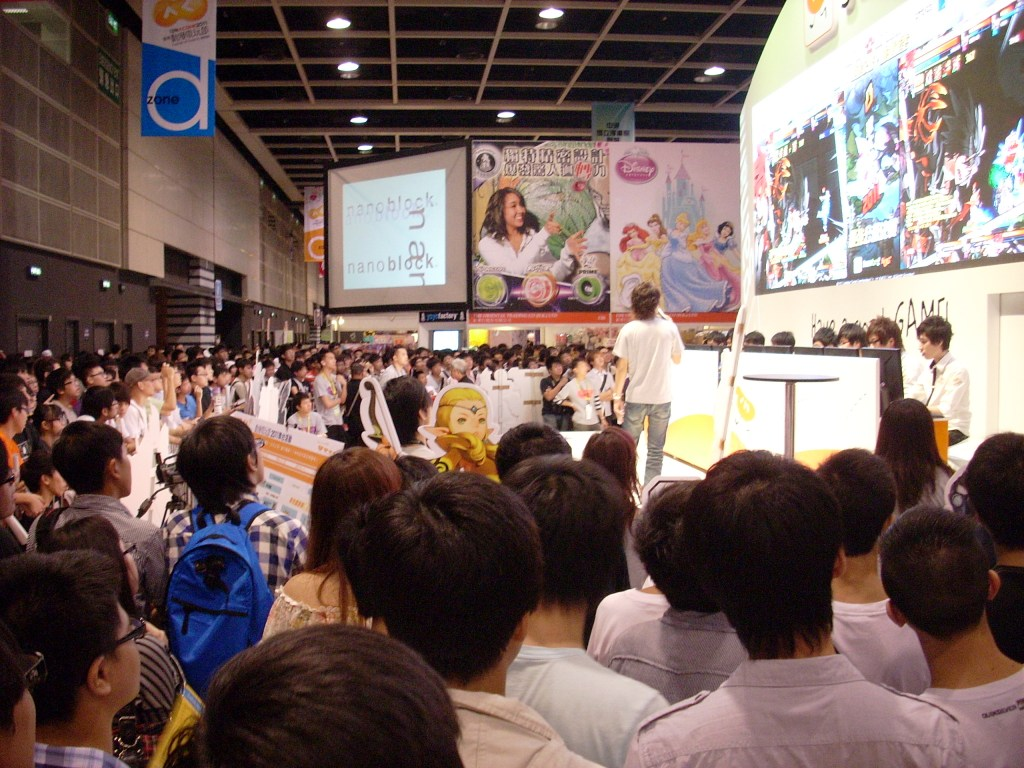
電玩比賽進行中
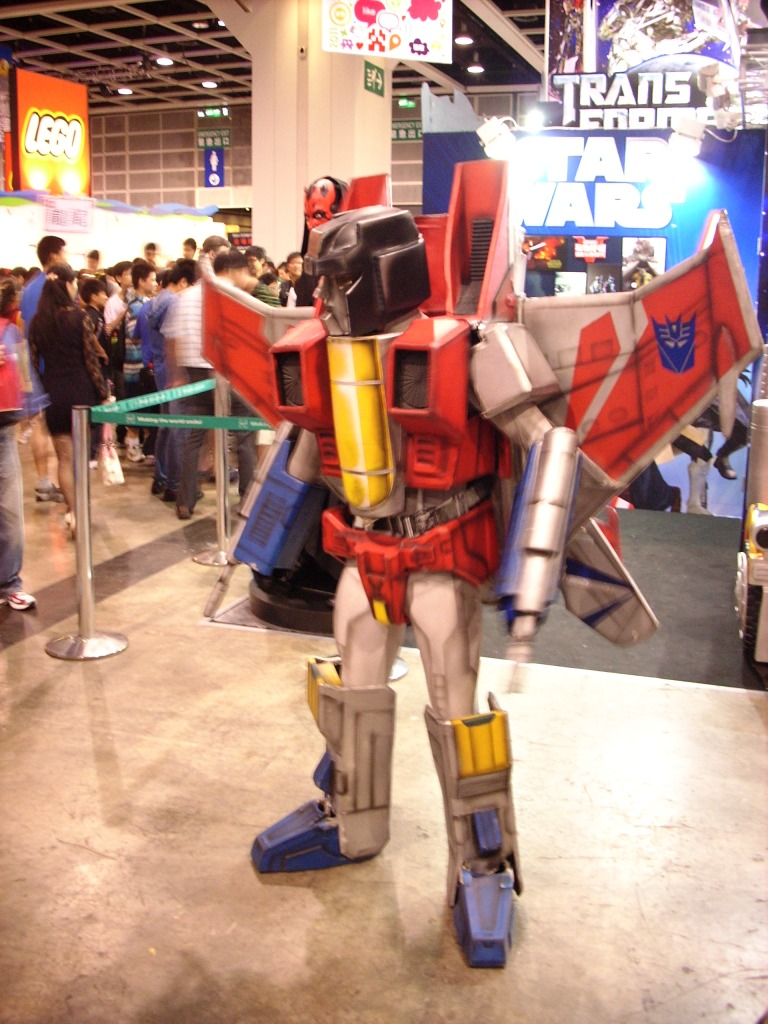
角色扮演者
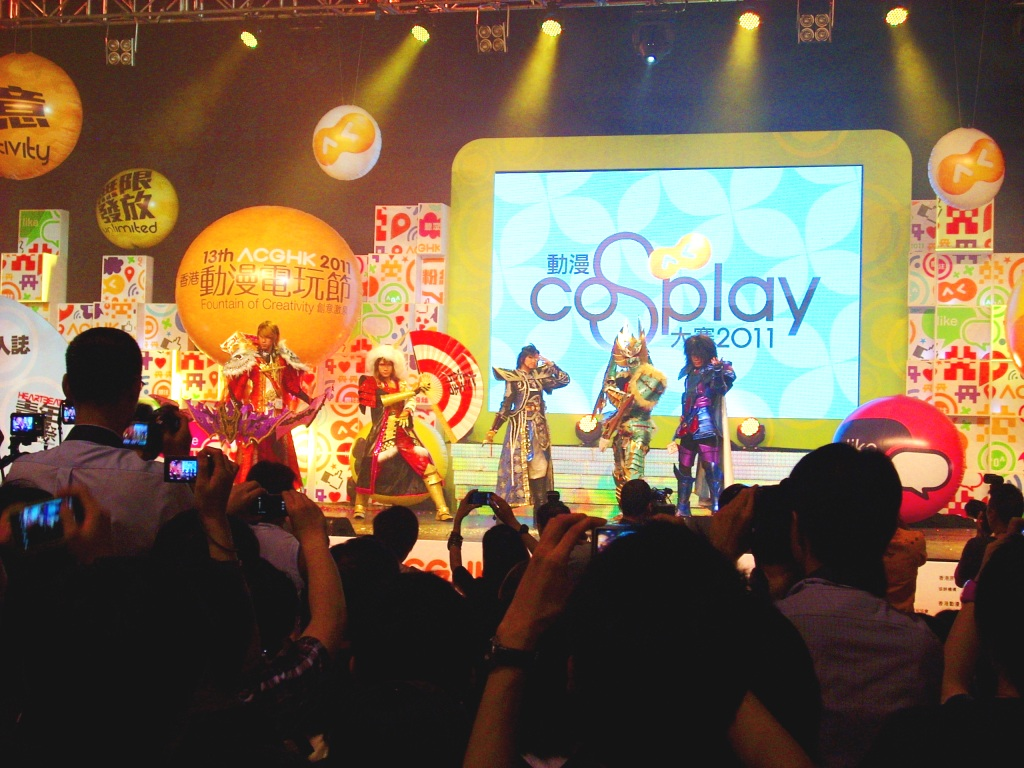
角色扮演比賽
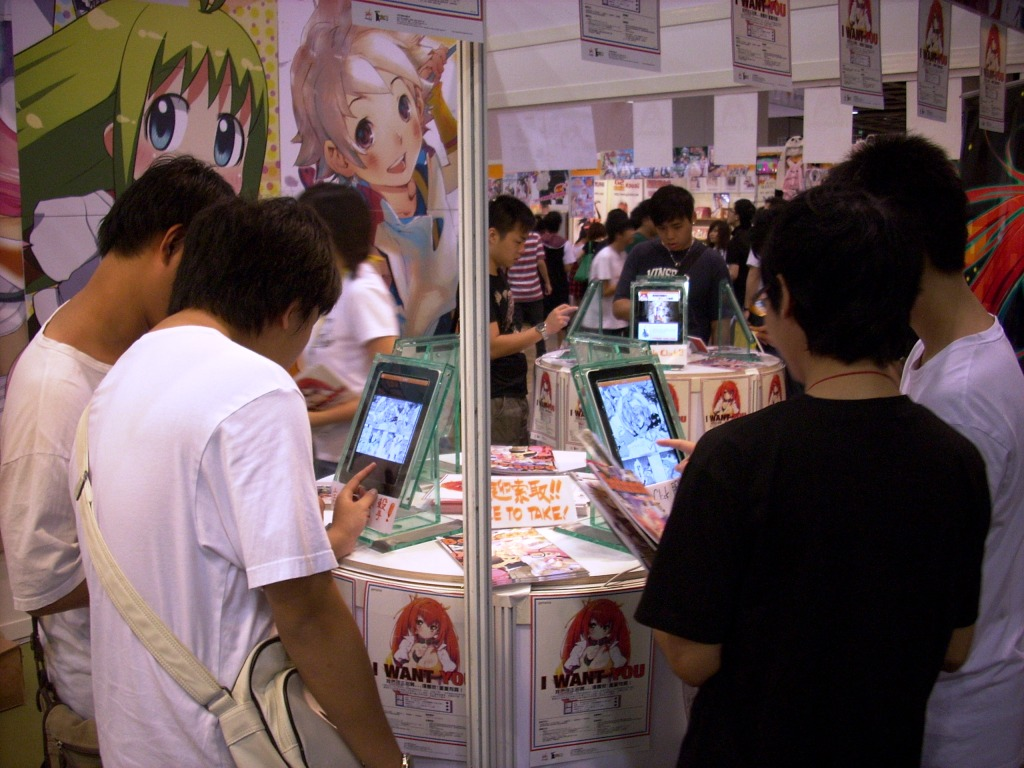
平板電腦漫畫攤位
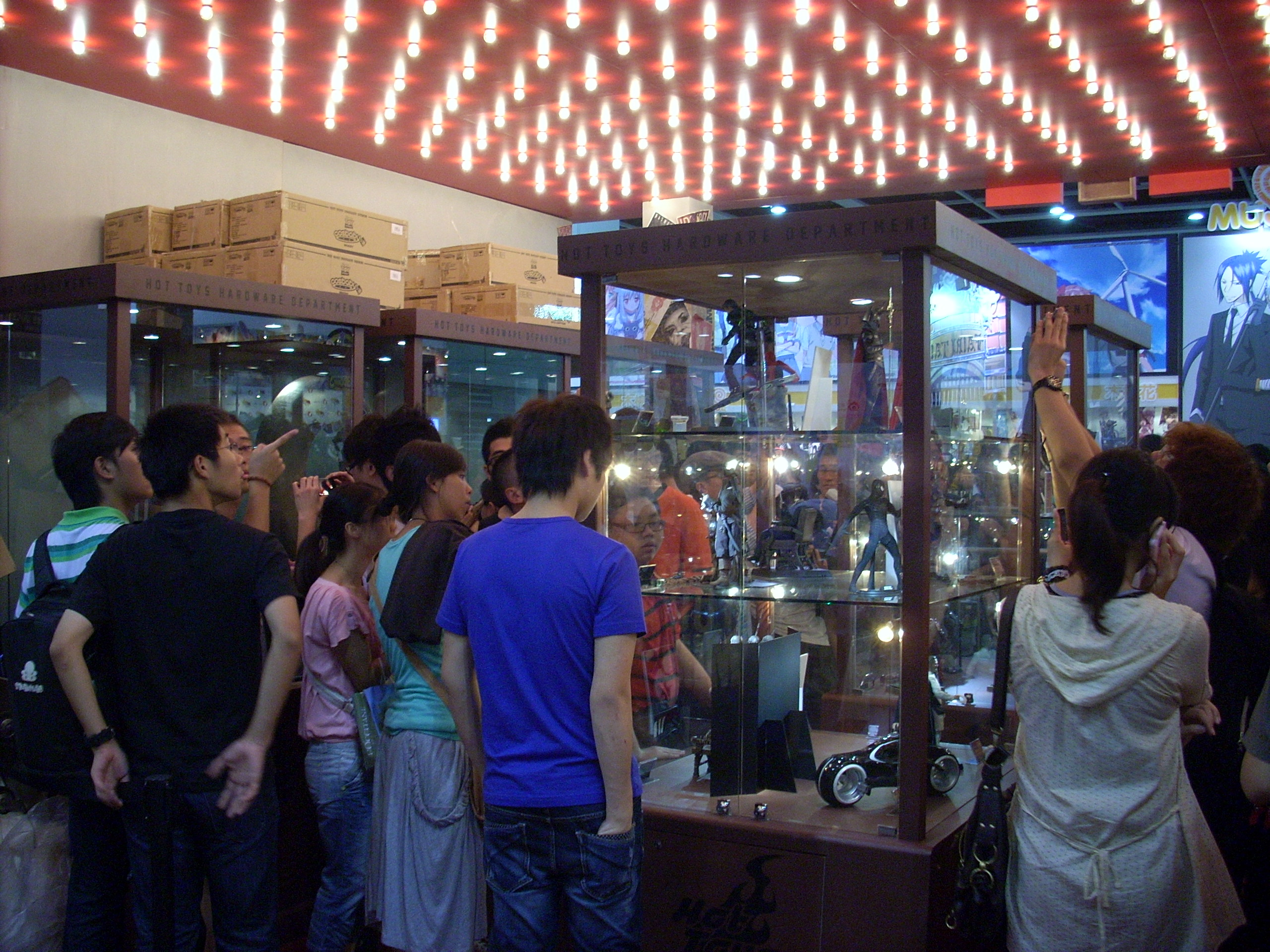
手辦模型展覽
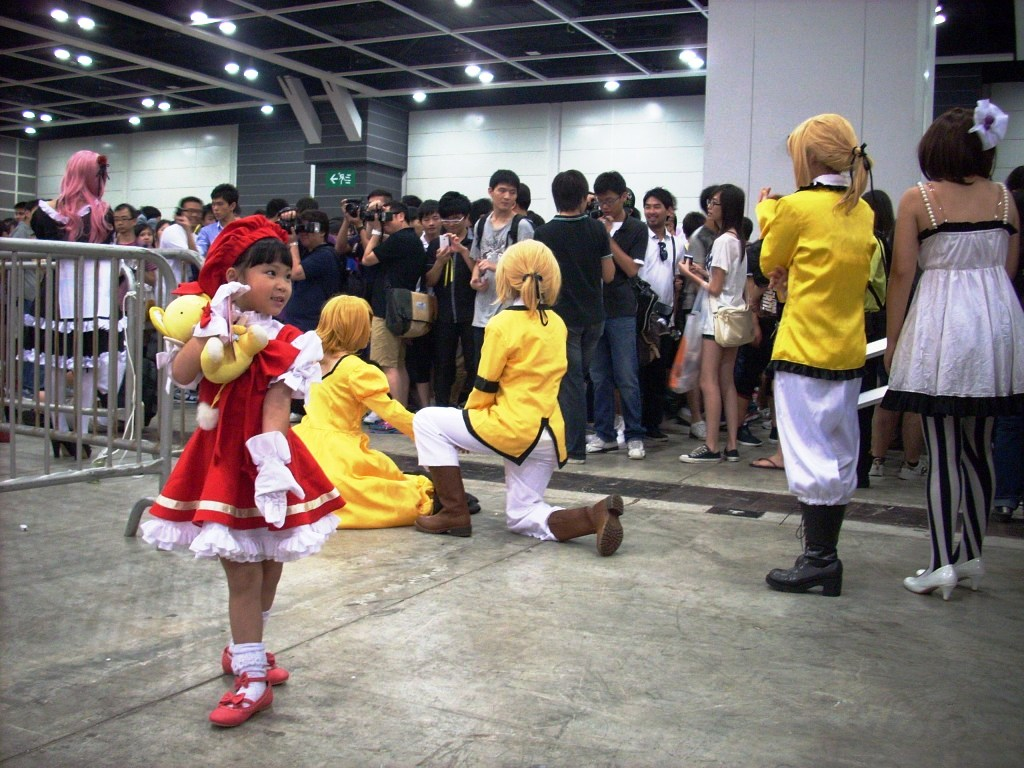
角色扮演者供人拍攝
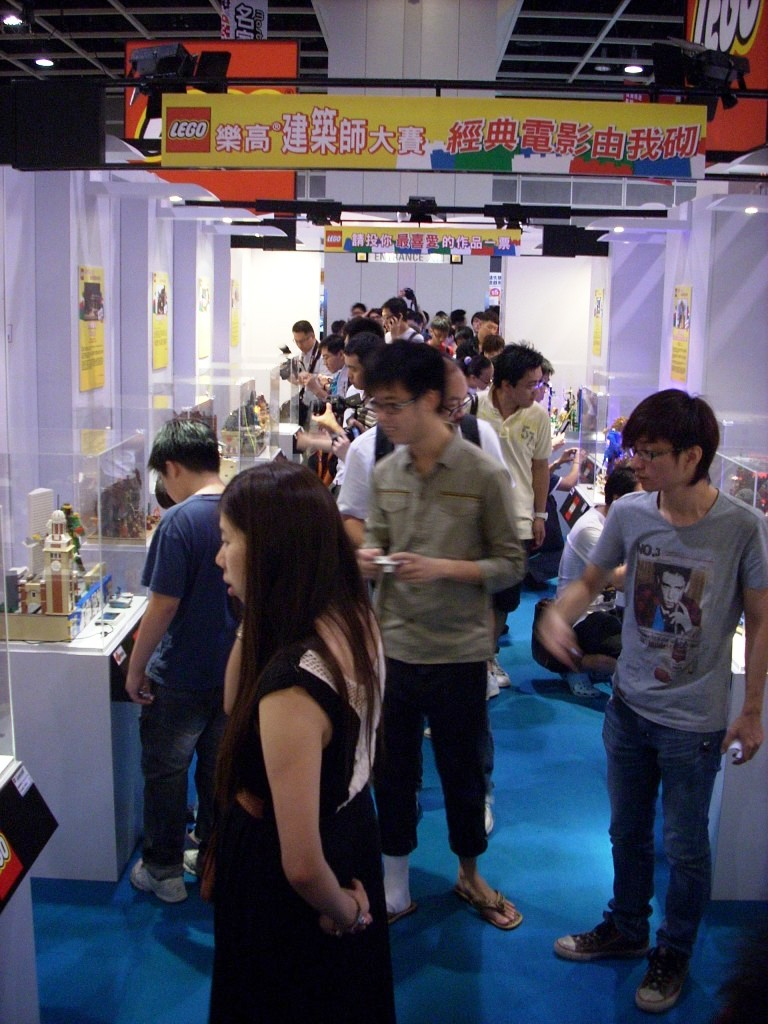
積木模型比賽及展覽
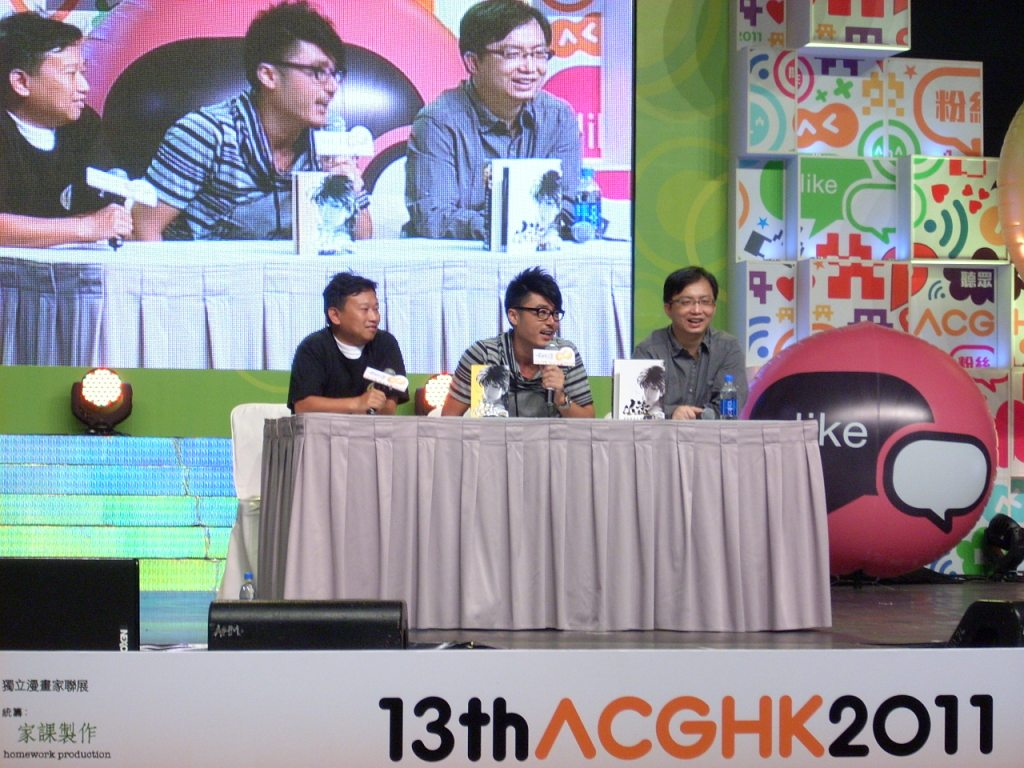
漫畫發佈會
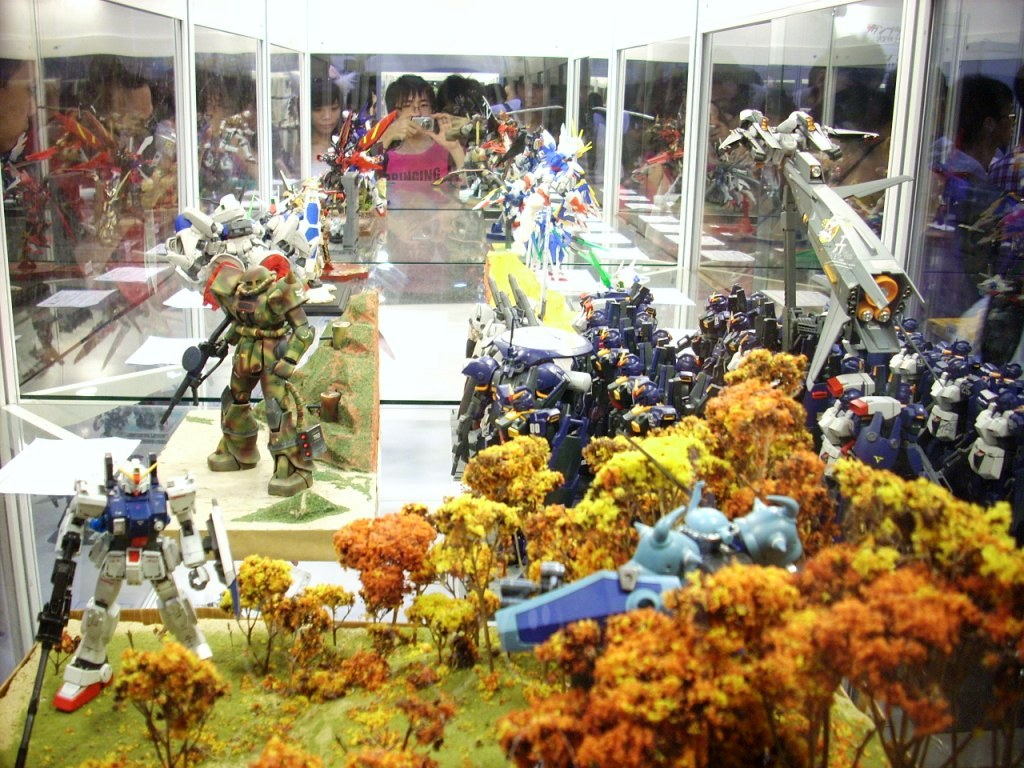
手辦模型展覽
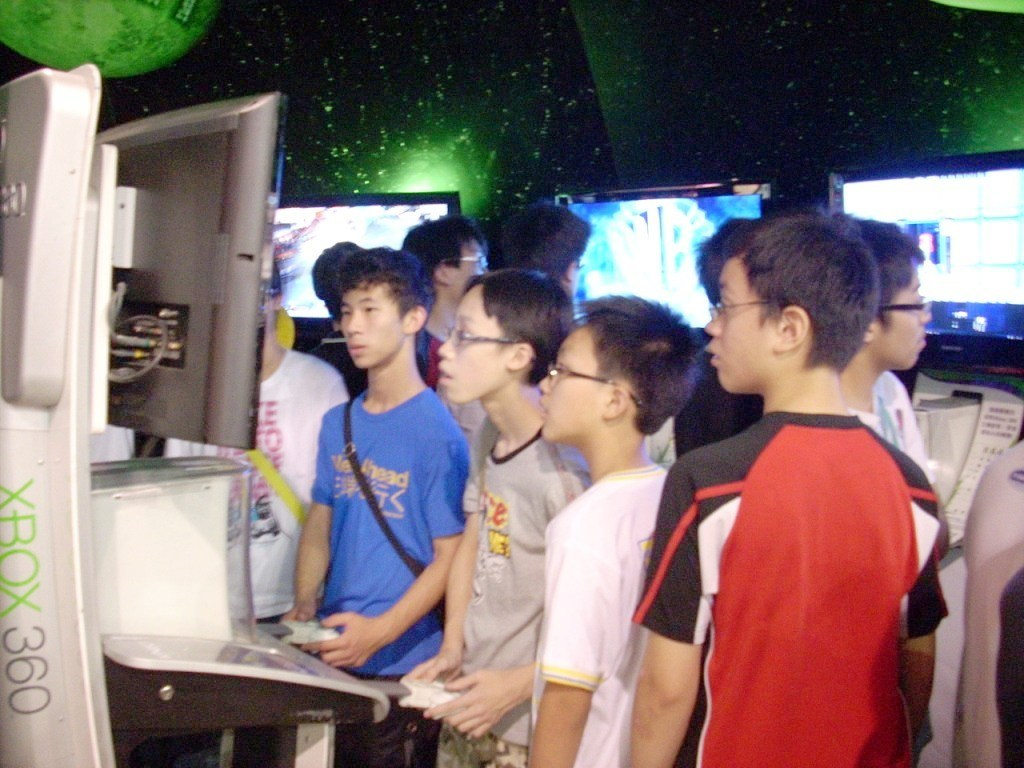
電玩遊戲攤位
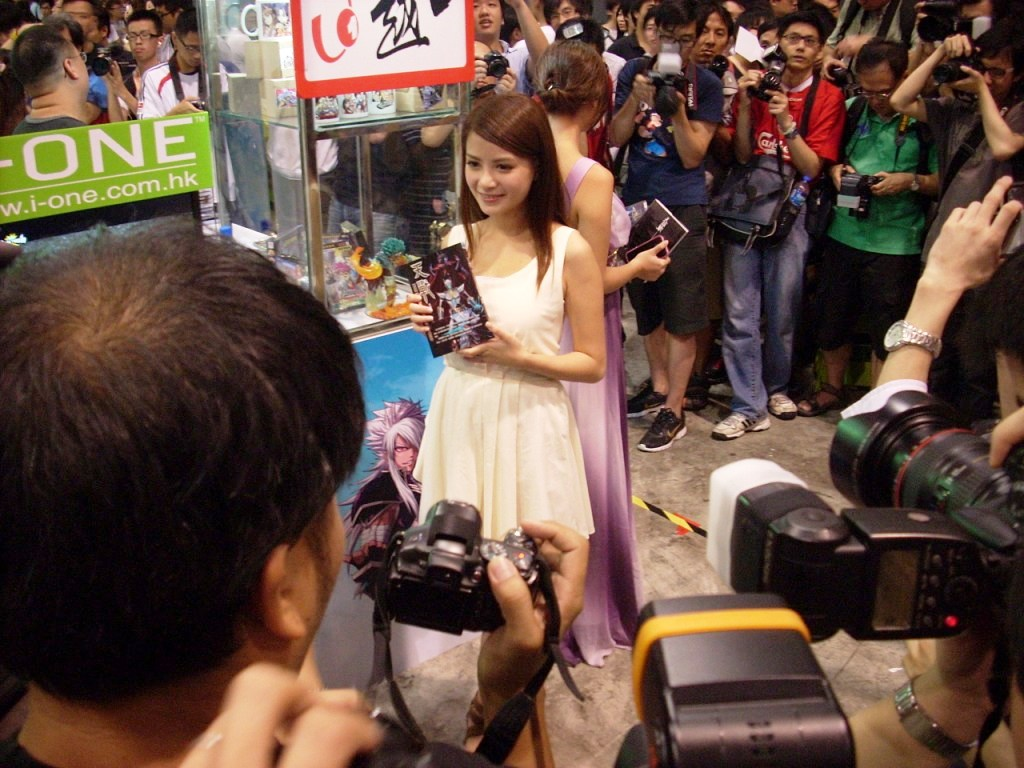
商品宣傳女郎
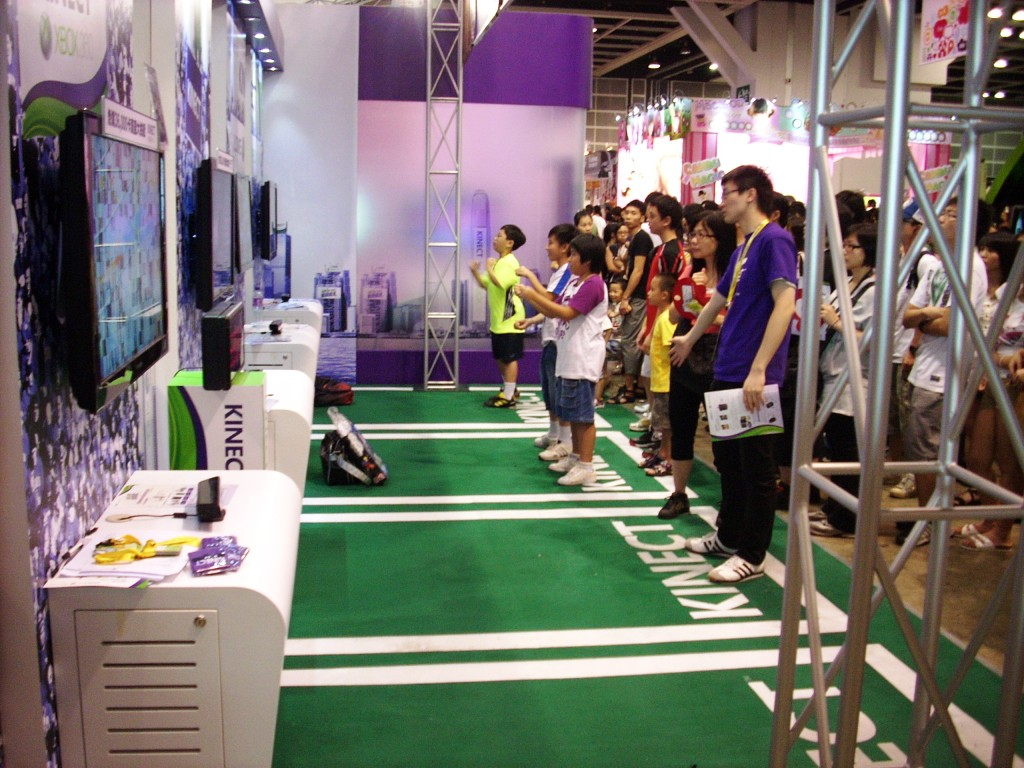
體感遊戲攤位
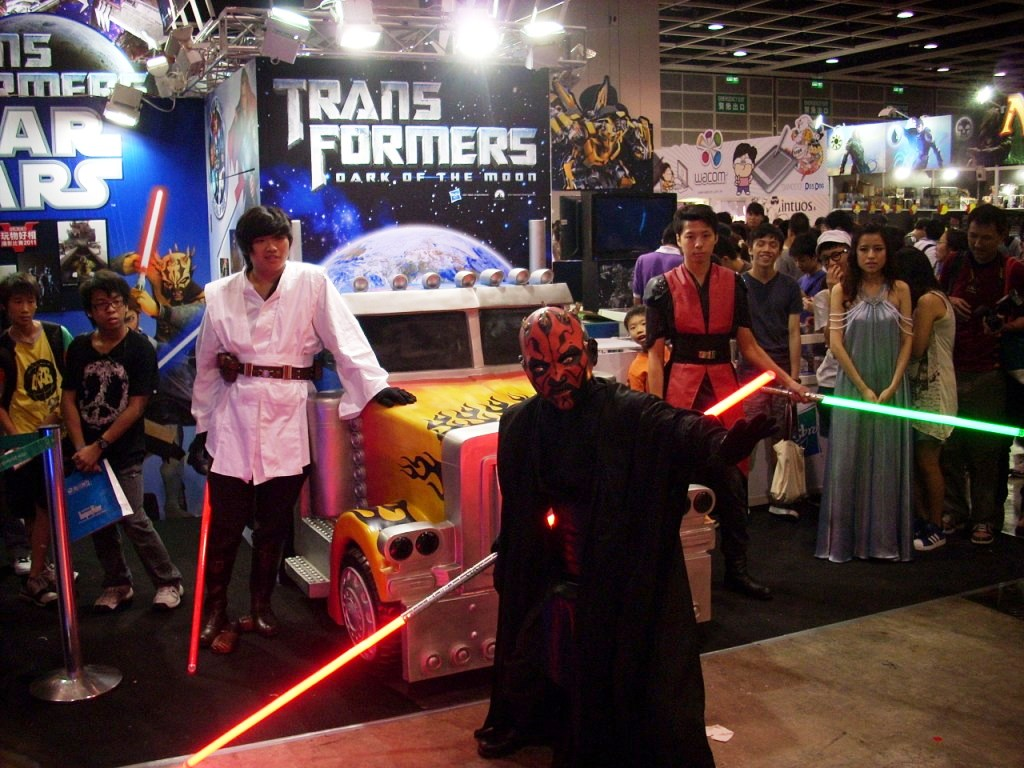
角色扮演者

### 2012年
一如以往，今屆一連五天的香港動漫電玩節繼續在香港會議展覽中心一號展廳內舉行，展期由7月27日至7月31日。動漫電玩節行政總裁梁中本表示，今年會展大約有170個參展商共500個攤位參展。場租加價百分之七至八，而參展商攤位租金相應加價百分之五至六，但入場門票價錢則維持不變，每位三十港元。
今屆主辦當局規定所有參展商不能在展覽期間現場售賣限量版貨品，有興趣購買之消費者需要預先在網上或以電話預訂，在展覽期間在有關之參展商攤位提取貨品，目的是減少出現排隊黨在會場內外造成阻塞。有業內人士認為新措施或會減香港動漫電玩節熱鬧的氣氛，但對銷情估計不會有太大影響。
今年動漫電玩節依舊以「創意激泉」為主題，並首次舉辦「中、港、台、日Cosplay嘉年華」，邀請各地共九隊角色扮演隊伍到場交流表演，包括來自中國的勃小黑、日本遠道而來的DJ Gigatsuhara團隊、台灣代表有Hiko團隊與紅月司團隊、代表香港的則有人人英雄團隊、BaLance團隊及Sweetness團隊等。
《Heartbeat青年音樂祭》繼續在2012年大會舞台上舉行，日本表演單位計有風男塾(7月27日)、玉置成實(7月28日)、河野萬里奈(7月30日)、Piko(7月30日)。
女僕書房今年新設網上預購特定套裝漫畫服務，訂購滿HK$500以上可獲贈大會入場劵兩張，HK$499或以下獲贈一張。憑劵經1B親子通道進場，到臨該專區提貨並參觀其他活動區。
今年香港動漫畫聯會參加禁毒處名為「決定交叉點」的半動漫禁毒運動，獲資助HK$200萬製作4條禁毒主題動漫片，首條片段由李志清主筆繪畫的《那年，我們一起接力在平行時空裡》於動漫節首播，及後兩個月內陸續上載至互聯網及智能手機平台。
今屆焦點之一是有設計公司創作出應屆特首候選人唐英年和時任特首梁振英的發聲人偶，以政治為題的人偶在香港動漫節展出屬於首創。設計師表示，產品原意除了紀綠香港大事外，亦令港人百忙中可以幽一下默。
今屆共有七十萬一千人次進場，暫時為歷來最多人次入場的一屆。

### 2013年
第十五屆香港動漫電玩節展期由2013年7月26日至7月30日於香港會議展覽中心內舉行，時間由上午十時至晚上九時。參展商則由去年的170個減至150個，合共有480個攤位。大會將沿用去年的政策，所有參展商不得在場內發售限量產品，只能透過預訂形式，安排買家到場內取貨，以杜絕「排隊黨」。今年入場票價與去年相同，維持每位30元。
智能手機日漸普及，今屆香港動漫電玩節將以「Mobile FUN」為主題，利用不同的流動媒體發布動漫電玩的相關資訊，更首次設有流動軟體應用程式專區，40間程式開發公司讓入場人士了解最新的程式發展。遊戲商方面也受到手機浪潮的影響，以往Online Game的幾間龍頭公司已不見蹤影，XBOX攤位的規模也縮小。轉珠遊戲《神魔之塔》一直被玩家包圍，但由於被指抄襲《Puzzle & Dragons》，引來十數PAD玩家陸續走到攤位前抗議。
場內亦會新增「中國漫畫家創意區」，邀請7名中國知名動漫畫家即席繪畫作品。場內亦續設「創意地攤」。
「亞太區Cosplay嘉年華」於2013年7月26日下午3:00–4:30舉行，出席表演單位計有﹕日本國際知名Cosplay人物麗華及Kotori/憂飛團隊；中國冷羽/弒風團隊及 靈子/淺淺 美萌Cosplay團隊；台灣Neneko團隊及葒荳/晴川團隊；香港BaLance團隊及Fruit Punch x Reunion (feat. 香港界隈應援團)團隊；印尼則有Konnichi團隊。
2013動漫Cosplay大賽實行全新賽制，以雙人組隊形式作賽，冠軍組合可得現金獎金港幣八千元，亞軍及季軍組合則可分別獲得獎金六千及三千港元。
今屆「HeartBeat青年音樂祭」邀請到電波組.inc、中川翔子、手嶌葵及南里侑香等表演嘉賓為場內每位動漫迷獻唱。

### 2014年
第十六屆香港動漫電玩節展期由2014年7月25日至7月29日於香港會議展覽中心內舉行。參展商約一百個，雖較去年少，總攤位數目卻有550個。今年入場票價與去年有所上升，每位35元。
參展商今屆不可即場發售「限量版」產品，改為經網絡或電話等途徑訂購，以打擊排隊黨。
隨著亞洲遊戲展停辦，索尼電腦娛樂首度進駐本屆動漫電玩節。
「亞太區Cosplay嘉年華」於2014年7月28日下午4:00–5:30舉行，出席表演單位計有﹕日本VENaS.S團隊；中國廣洲Bingo、嘉嘉、泉及麥；台灣涼哉、裂神、Kazumi及周；香港BaLance團隊、Fruit Punch x Reunion (feat. 香港界隈應援團)團隊及Erato團隊；泰國有Pat、Prang、Kutto及Niti；馬來西亞Kaienyuu及Gim Gim。
今屆「HeartBeat青年音樂祭」邀請到Tokyo Performance Doll、中川翔子、藍井艾露、結城愛良、Little Glee Monster及Heartgrey等表演嘉賓。
今屆新增「Creative Paradise 創天綜合同人祭」，專為業餘漫畫家開辦的專場展覽，展銷「同人」漫畫創作，給予「同人」愛好者可互相交流。
大會今年取消了旨在讓年輕人出售創意產品的「創意地攤」展區，主辦單位解釋因發現近年「創意地攤」已變質，不少參展商售賣盜版動漫精品。雖然取消了「創意地攤」展區，但是主辦單位在舉行期間收到參展商投訴，指稱有十多個攤位售賣懷疑盜版的動漫精品，經巡查後已經向違規的參展商發出口頭和書面警告，再犯會即時終止參展權，香港海關亦表示會派員跟進個案。
本屆動漫電玩節的Cosplay安排受到Cosplayer和攝影師的譴責，因為本屆場內不設動漫Cosplay自由行及休息區和1E區域Cosplay專用區，而且Cosplay攝影區的空地比以往大為縮減，所以不少Cosplayer被逼到會場外的1C入口對出聚集，但不少保安認為他們阻塞通道，還被無禮對待。而Cosplayer認為發生今次的情況歸咎於《神魔之塔》，因為展覽佔領的位置比往年大，佔了Cosplay攝影區的一半，而他們在動漫節最後一日於《神魔之塔》攤位附近聚集，以示對今屆Cosplay安排和《神魔之塔》的不滿。

### 2015年

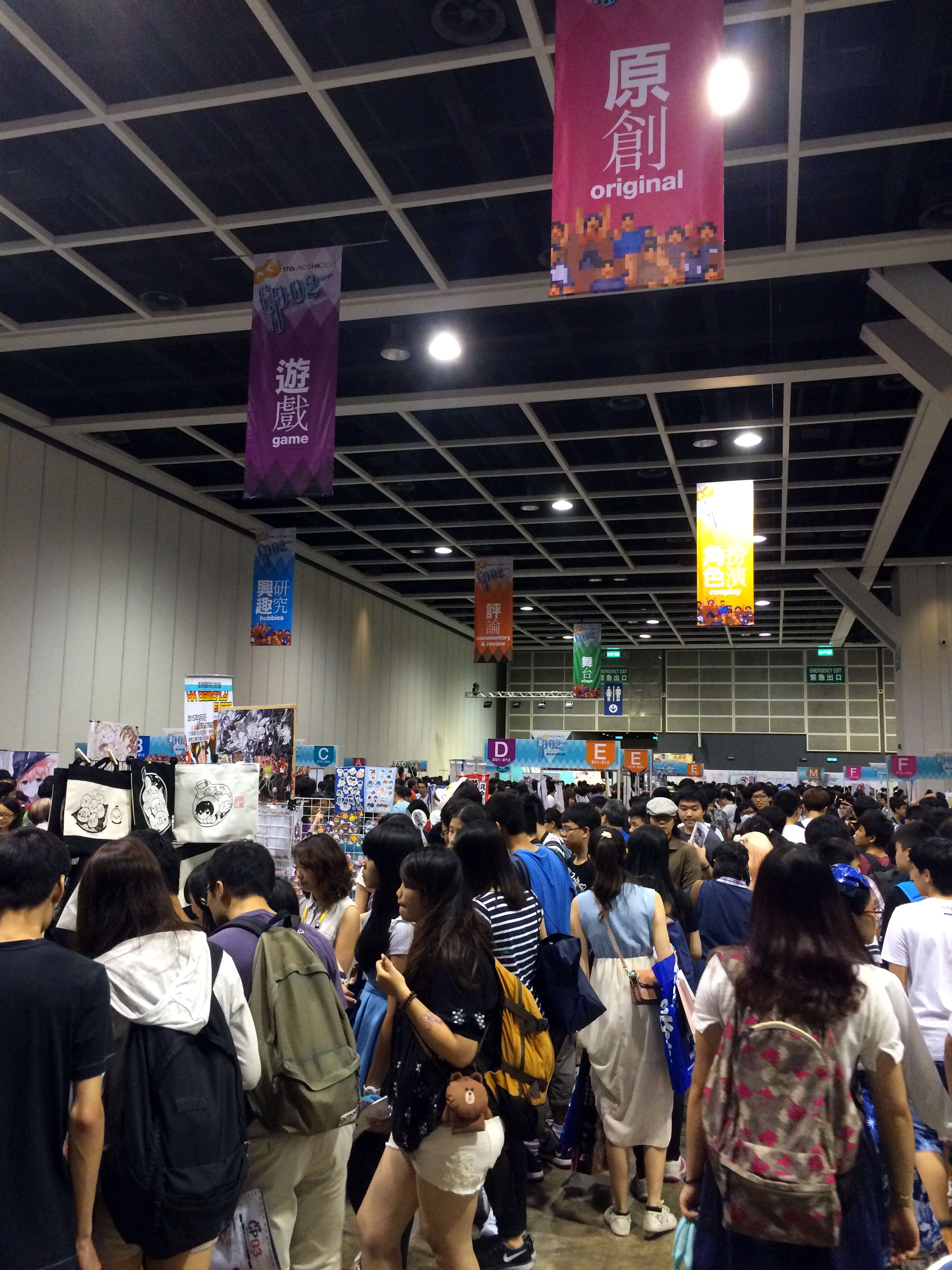
2015年在香港動漫電玩節期間舉辦的第二屆Creative Paradise。

第十七屆香港動漫電玩節展期由2015年7月24日至7月28日於香港會議展覽中心內舉行。而今屆動漫電玩節的展覽面積是歷來最高，參展商有288個，約620個攤位，達21萬呎。今屆入場票價與去年維持不變，維持每位35元。
第二屆「Creative Paradise 創天綜合同人祭」展期由2015年7月25日至7月26日舉行。另外，今年仍會有Dance Power勁舞大賽和HeartBeat青年音樂祭。
大型參展商兩大電玩巨頭Sony及微軟，以及Hot Toys亦會繼續參展。
「亞太區Cosplay嘉年華」於2015年7月27日下午4:00–5:30舉行，出席表演單位計有﹕日本Relia團隊、五木及妃麗美；台灣MoMo團隊、究極/紅月綾及黽子；新加坡 Sara - Tousa Bao 團隊；泰國有Valxonia/PD團隊；中國廣洲Ken/楓少；中國小白白及小柔；香港BaLance團隊、Fruit Punch x Reunion (feat. 香港界隈應援團)團隊及9RUSH團隊。
今屆「HeartBeat青年音樂祭」邀請到仮面女子、牧野由依、Haze、Elisa、 Akira及蒼井翔太等表演嘉賓。 
由於上屆場內不設任何Cosplay自由行及休息區和1E區域Cosplay專用區，令不少Cosplayer被逼到會場外的1C入口對出聚集，卻引起他們和保安之間的衝突。因而受到Cosplayer和攝影師的譴責。所以主辦單位今屆在3E展區設立共45000平方呎的Cosplay自由行及休息區，稱「CosParadise」，亦提供行李寄存服務。以示主辦單位對上屆Cosplay安排所受到的批評而作出補償。

### 2016年
第十八屆香港動漫電玩節展期由2016年7月29日至8月2日於香港會議展覽中心內舉行，參展商有70個。入場門票價錢則維持不變，每位35港元。
第三屆「Creative Paradise 創天綜合同人祭」展期由2016年7月29日至7月31日舉行。而本屆創天綜合同人祭會邀請日本同人的作者、音樂組織、聲優、業界、原畫師插畫師和cosplayer進行參展。
「亞太區Cosplay嘉年華」於2016年8月1日下午4:00–5:30舉行，出席表演單位計有﹕日本林檎飴、Kenta`s殺陣團隊；馬來西亞 Angie；台灣狂間、小手創意團隊；加拿大 Nakano jojo 團隊；韓國 Cosis 團隊；中國 AS 舞團；香港BaLance團隊、Fruit Punch x Reunion (feat. 香港界隈應援團)團隊及9RUSH團隊。
今屆「HeartBeat青年音樂祭」邀請到奧華子、春奈露娜、谷本貴義、Doll☆Element及織田香織等表演嘉賓。
2016年8月1日，由於香港天文台在下午6時40分預警會發出8號熱帶氣旋警告信號，今屆動漫電玩節於當日提早於晚上7時閉館並即時停止售票，而在8月2日中午12時40分改發3號強風信號，今屆動漫電玩節於當日下午2時40分重開，而當日下午3:45–4:45會改為進行動漫Cosplay大賽總決賽的補賽，並於晚上8時結束。

### 2017年
第十九屆香港動漫電玩節展期由2017年7月28日至8月1日於香港會議展覽中心內舉行。入場門票價錢則維持不變，每位35港元。
第四屆「Creative Paradise 創天綜合同人祭」展期由2017年7月28日至7月30日舉行。
「亞太區Cosplay嘉年華」於2017年7月31日下午5:00–6:30舉行，出席表演單位計有﹕日本Team Japan 2017團隊；馬來西亞 GG Twins團隊；台灣 Kaori (土星人-小香) & Rui 團隊；科威特The Middle East Champion團隊；韓國King of Heart團隊；中國廣洲Infinite舞團；香港BaLance團隊、Fruit Punch x Reunion (feat. 香港界隈應援團)團隊及9RUSH團隊。
今屆「HeartBeat青年音樂祭」邀請到矢野杏奈、ROOT FIVE、Eight of Triangle、MOMOCHI MINAMI、小林竜之及MOSO CALIBRATION等表演嘉賓。
今屆新增「兒童玩具節」，雖然有家長和兒童表示讚賞，稱增加了兒童在暑假期間的好去處，但卻引起動漫迷和御宅族的猛烈抨擊。兒童玩具節在官方「香港動漫電玩節」Facebook專頁評論上劣評如潮，批評在動漫電玩節引入與ACG文化完全無關的活動。

### 2018年
第二十屆香港動漫電玩節展期由2018年7月27日至7月31日於香港會議展覽中心內舉行。入場門票價錢則維持不變，每位35港元。
第五屆「Creative Paradise 創天綜合同人祭」展期由2018年7月27日至7月29日舉行。
「亞太區Cosplay嘉年華」於2018年7月31日下午2:30–4:00舉行，出席表演單位計有﹕日本南星奈、Chamomile 及 Kururu團隊；馬來西亞 Rapheal 及 Apple團隊；台灣千尋、小泱、霜月及Sameki團隊；巴西 Uemko 及 Yamryuu團隊；星加坡Lilaerplane 及 Rea Kami團隊；香港BaLance團隊、Zeal團隊及Maid Planet團隊。
今屆「HeartBeat青年音樂祭」邀請到MikitoP，SAYURI，nano，松澤由美及Machico表演
為杜絕排隊黨，大會今年首次採用實名登記制，派出500個頭籌卡，公眾可於展前7月23日(周一)早上9時至12時45分到麥花臣場館登記，成功預先登記的觀眾，憑大會發出的頭籌卡及可於展期首日早上按编號順序入場。頭籌卡只限登記人士使用，不得轉讓，未能通過容貌辨識者將不能入場。

### 2019年
第二十一屆香港動漫電玩節展期由2019年7月26日至7月30日於香港會議展覽中心內舉行。今年入場票價有所上升，每位40元。
第六屆「Creative Paradise 創天綜合同人祭」展期由2019年7月26日至7月30日舉行。但由於本屆3樓展覽廳將有香港電競音樂節進行，本屆創天綜合同人祭將會和第二十一屆香港動漫電玩節會在1樓展覽廳一併舉行。
「亞太區Cosplay嘉年華」於2019年7月30日下午2:30–4:00舉行，出席表演單位計有﹕御門氿、Kinoko；馬來西亞 豆花 及 真紅團隊；台灣水雃、石頭、龍哉、叻叻及虎妮；韓國Plue、Eki、Chobi及Snow Flower；德國Sakura；香港BaLance團隊、Zeal團隊及Maid Planet團隊。
今屆「HeartBeat青年音樂祭」邀請到藤田惠名，angela，26 masquerade，沢井美空，以及米倉千尋表演
基於受到3樓展覽廳將有香港電競音樂節進行的影響，本屆Coser拍攝及休息專區「CosParadise」將會轉移至3C舉行；但基於場地所限，7月26至28日的CosParadise只限已登記Cosplayer進入及使用，7月29及30日的CosParadise供所有人士免費入場。
2019年7月27日下午2:45–3:45原定有J2宣傳活動，但由於反對逃犯條例修訂草案運動所發生的抵制電視廣播有限公司活動浪潮影響而取消。
在7月26日開幕前一分鐘舉行了為京都動畫縱火案死者默哀活動，另外也於場內設立公眾悼念區及弔唁冊。

### 2020年(已停辦)
第二十二屆香港動漫電玩節展期原定於2020年7月24日至7月28日於香港會議展覽中心內舉行，但由於受2019冠狀病毒病香港疫情疫情影響，主辦單位初期縮小展覽規模及將展期提早一日至7月27日結束；其後因為7月香港爆發第三波疫情而延至2021年1月1日至1月4日舉行；但在12月香港再爆發第四波疫情，在12月8日宣佈停辦。
第七屆「Creative Paradise 創天綜合同人祭」因為近期香港經濟問題及運作上遇上嚴重虧損問題而暫停舉辦，並由「2020 ACGHK 同人區」取而代之和第二十二屆香港動漫電玩節會在1樓展覽廳一併舉行。

### 2021年
第二十二屆香港動漫電玩節展期由2021年7月23日至7月26日於香港會議展覽中心內舉行。入場門票價錢則維持不變，每位40港元，是屆代言人為龐景峰（末代動漫電玩節大使）。
受2019冠狀病毒病香港疫情疫情影響，本屆並沒有任何海外嘉賓參與，因此本屆沒有「HeartBeat青年音樂祭」及「亞太區Cosplay嘉年華」。但亞太區Cosplay嘉年華改為「Cosplay嘉年華」，由香港本地嘉賓參與相關表演，並於2021年7月26日下午1:00–2:30舉行，出席表演單位計有BaLance團隊、Maid Planet團隊等等...
因食衛局突然為展覽場地設限，本展場館內只能維持50%的容納量。因而令參觀人士入場時間較為長，最長為4小時。
網絡紅人龍心于7月24日下午5時現身於3C展廳，架設豎額、揚聲器，揮舞巨大中國共產黨黨旗，引現場人士圍觀，隨後被現場保安和管理人員帶走。

### 2022年
第二十三屆香港動漫電玩節展期由2022年7月29日至8月2日於香港會議展覽中心內舉行。入場門票價錢則維持不變，每位40港元。
「Cosplay嘉年華」於2022年8月2日下午2:30–4:00舉行，出席表演單位計有BaLance團隊、Chloris團隊、iMOTiON團隊、Maid Planet團隊及V-Project團隊。
前立場新聞採訪主任林彥邦創立之自媒體ReNews發現，參加者的服飾或道具新增圖文並茂的要求，表示不可以「過於草率或過份暴露」。如不可露出胸部下側，不可穿著可透視或直視內衣內褲的服裝，若下著太短令蹲坐可看到內褲時要打底，腿部不可露出太多等。有長年參與動漫節的coser指，有關規定已經存在多年，不過今年是首次加入圖像說明。

### 2023年
第二十四屆香港動漫電玩節展期由2023年7月28日至8月1日於香港會議展覽中心內舉行。入場票價為每位42元，比去年上升多2元。
「亞太區Cosplay嘉年華」於2023年8月1日下午4:15–5:45舉行，出席表演單位計有﹕日本的伊織萌；馬來西亞的hakken 八犬；法國的AOKIJI、Machi Kaneko；台灣的MOMO、HIKO、阿兆；菲律賓的EJ & Raven以及香港的BaLance團隊、iMOTiON團隊及 V-Project團隊。
第七屆「Creative Paradise 創天綜合同人祭」展期由2023年7月28日至8月1日和本屆香港動漫電玩節在1樓展覽廳一併舉行，是時隔三年後再度舉辦。
媒體採訪方面比較嚴格，需要有5000like或10000followers，有很多小型媒體也因此止步，反而有部份有followers的人卻排隊等候入場，亦有人以主持身份進入場內採訪。另外，由於日本的伊織萌於採訪期間被一名網上媒體突然自拍合照，令全場嘩然。

### 2024年
第二十五屆香港動漫電玩節展期由2024年7月26日至7月30日於香港會議展覽中心內舉行，入場門票價錢則維持不變，每位42港元，今屆並不設現場售票處（旅客除外）。
「亞太區Cosplay嘉年華」於2024年7月30日下午4:15–5:45舉行，出席表演單位計有﹕日本的宮本彩希、えい梨；西班牙的Clow、Ale；韓國的Tomia、Berry、Jenny、Ing；台灣的小都、小白；泰國的Thames、Jasper Z以及香港的BaLance團隊、iMOTiON團隊、V-Project團隊及資深演員謝雪心。
主辦方表示由於近年「Cos Paradise」場館內外出現安全問題及違規情況越趨嚴重，例如場內進行商業活動，部份Cosplayer衣著過於暴露，部份攝影師不論場內外擺放腳架等攝影器材，嚴重堵塞通道走廊。而且有人於上年在Facebook提醒主辦方未必管倒以上情況，因此主辦方和會展一方商討後，決定將「Cos Paradise」設為收費區，並將場地擴大至Hall 3B及3C，Cosplayer登記證及攝影師通行證每日平均收費為分別20元及80元，但限額每日為2500位及300位，而其後Cosplayer登記證每日限額増加至3500位。雖然有大部分網民贊成主辦方將「Cos Paradise」設為收費區的造法，認為可以杜絕一班攝影師在場內外擺放攝影器材造成堵塞通道的情況，但亦有網民認為主辦方突然宣佈有關安排，打亂當日的計劃，更有網民批評主辦方將其設為收費區是「趁火打劫」。

### 2025年
第二十六屆香港動漫電玩節展期由2025年7月25日至7月29日於香港會議展覽中心內舉行。入場票價為每位45元，比去年上升多5元。
網上媒體申請統一至10000，以往Facebook 專頁的5000改成10000....而現場申請亦要需要較長時間審核。

## 其他香港流行文化活動
- 香港書展
- 香港復古遊戲展覽
- 香港流行文化節
- 香港電影資料館
- 香港城市大學秋祭
- 香港玩具·扭蛋SHOW

## 外部連結
- 官方網頁 （页面存档备份，存于）